# Cyathea
Cyathea ist eine Pflanzengattung in der Familie der Cyatheaceae innerhalb der Ordnung der Baumfarne (Cyatheales). Sie werden auch Becherfarne genannt.

## Merkmale

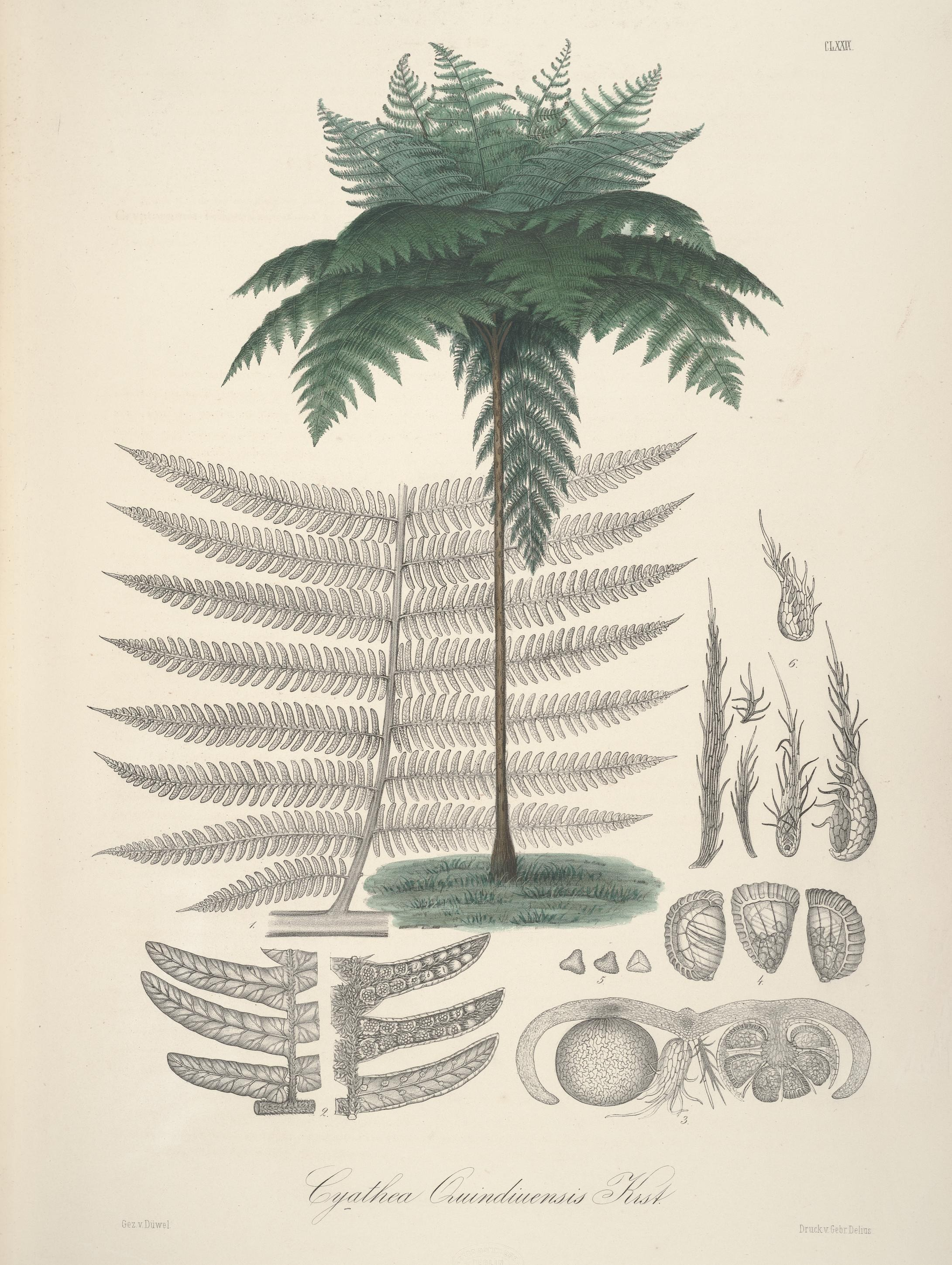
Illustration aus Florae Columbiae, Tafel CLXXIX von Cyathea quitensis

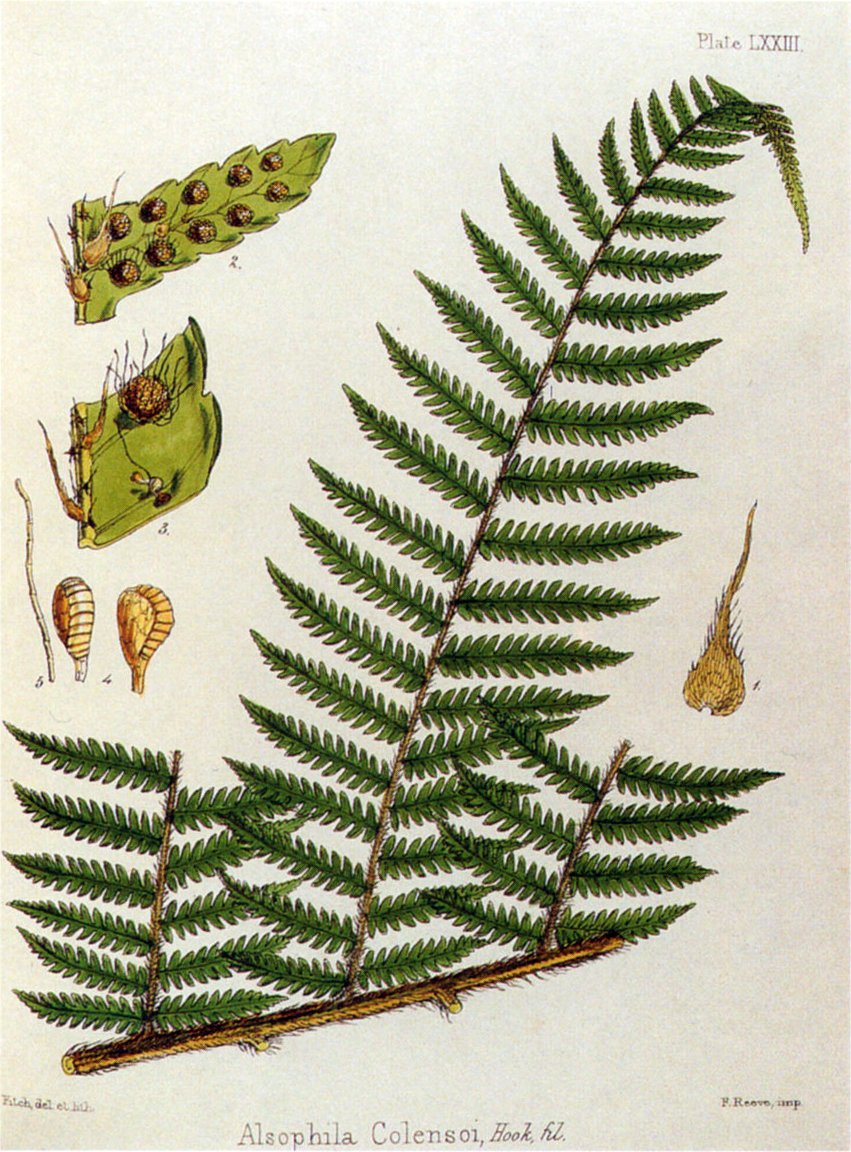
Illustration von Cyathea colensoi

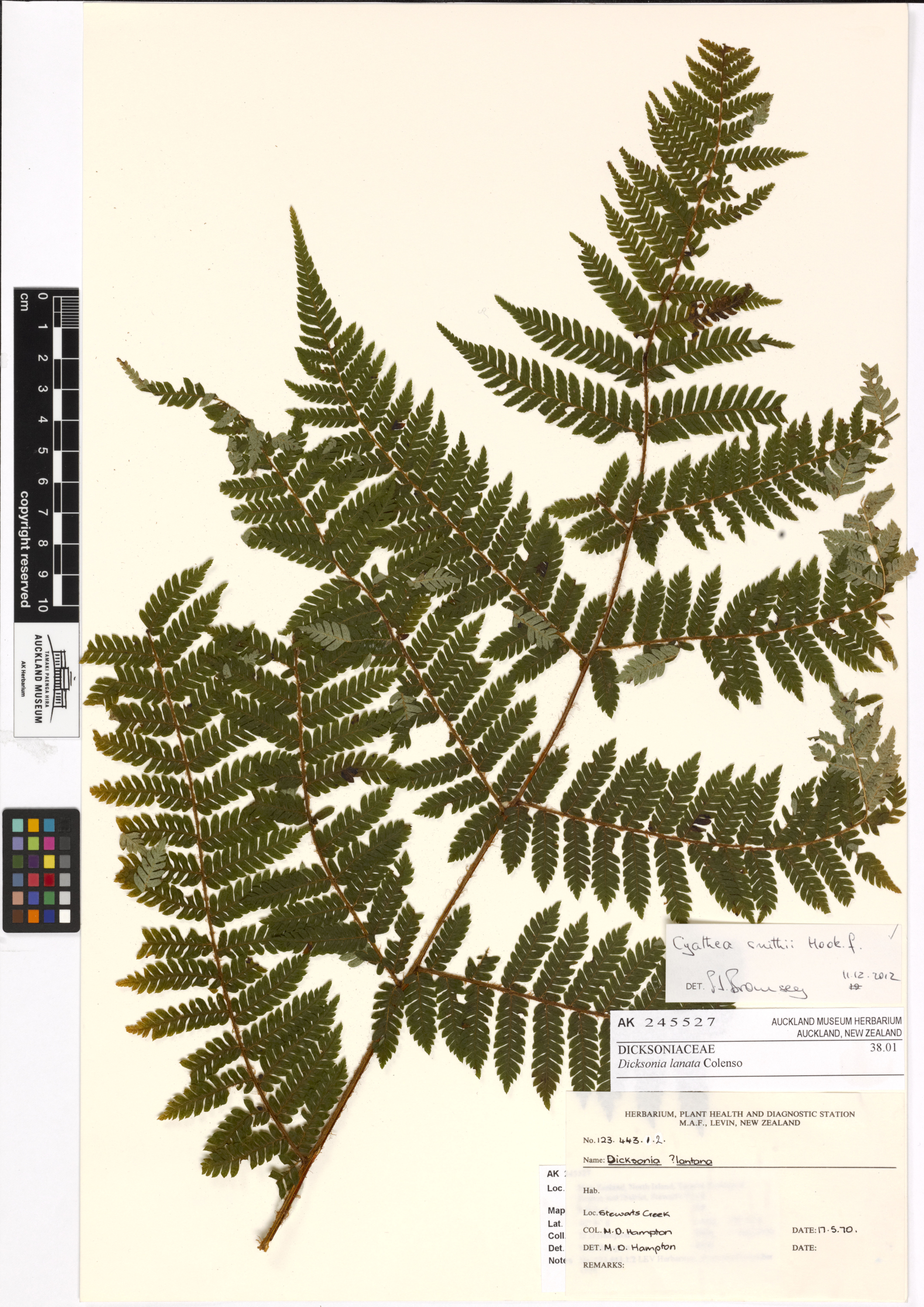
Herbarbeleg von Cyathea smithii

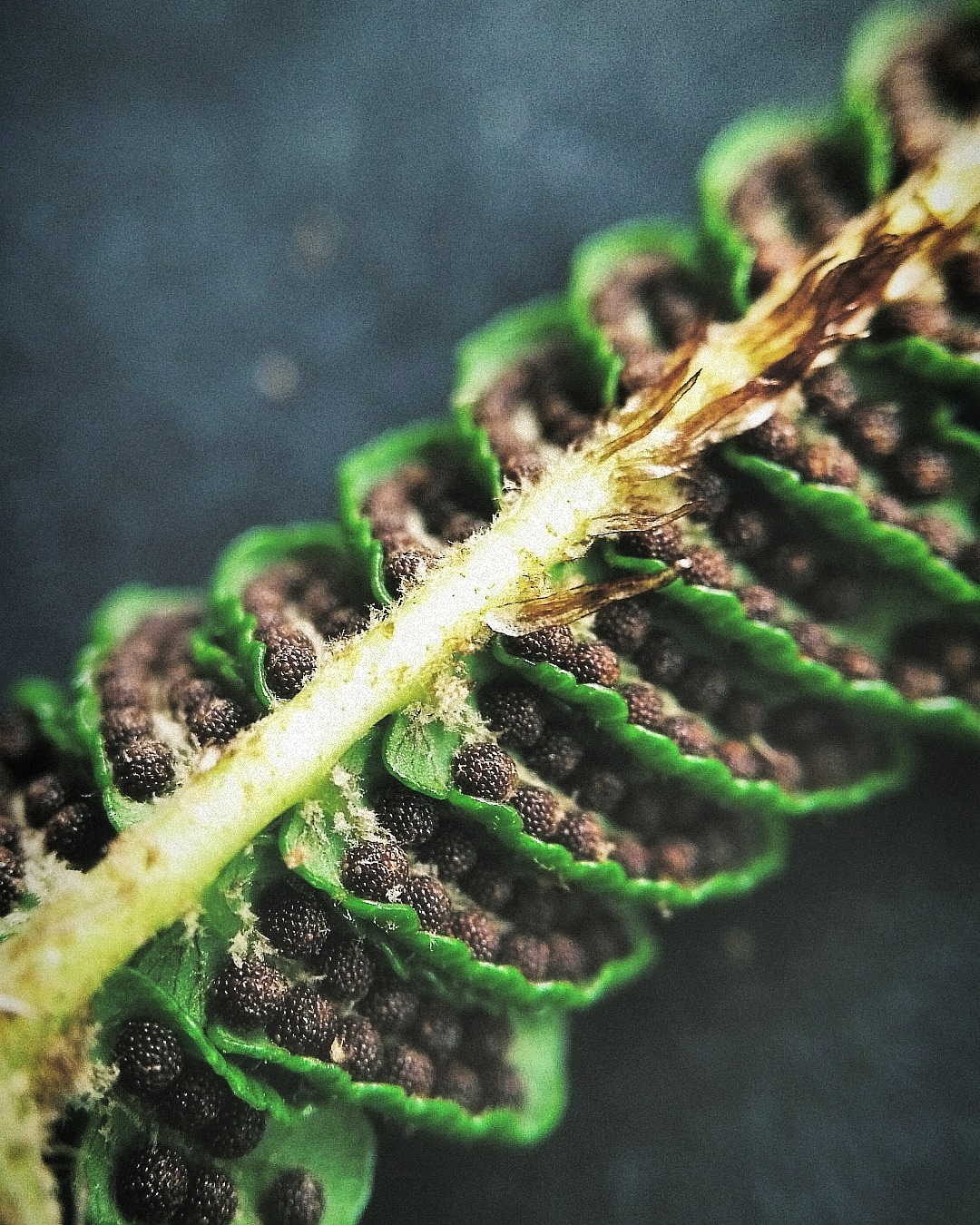
Blattfiedern von unten mit den Sori bei Cyathea robusta

Die Cyathea-Arten sind vorwiegend baumförmige Farne. Sie bilden meist aufrechte Stämme mit einer polycyclischen Dictyostele. Die Sprossspitze und meist auch die Basen der Blattstiele sind mit Schuppen oder mit Haaren bedeckt.
Die Blätter der Cyathea-Arten sind in Blattstiel sowie Blattspreite gegliedert und sind mit Längen von bis zu 5 Metern meist relativ groß. Der Blattstiel besitzt zwei auffällige Pneumathoden. Die Blattspreite ist selten einfach, meist zwei- bis dreifach gefiedert. Auf der Unterseite der Blattfiedern befinden sich die runden Sori. Die Blattnerven sind einfach oder gabelig verzweigt und enden meist anastomosierend.
Von anderen Arten der Ordnung der Baumfarne (Cyatheales) unterscheiden die Cyathea-Arten sich durch marginate Schuppen: Die Zellen am Schuppenrand sind kleiner als in der Mitte und nicht wie diese in Längsrichtung orientiert. Die Sporen haben meist zwei Perine-Schichten und eine löchrige Exine. Lediglich bei der Untergattung Hymenophyllopsis ist eine Perine-Schicht vorhanden und befinden sich keine Löcher in der Exine.
Die Sori stehen an der Blattunterseite entlang der Blattnerven oder nahe am Blattrand, also submarginal bei der Untergattung Hymenophyllopsis. Die Sori sind rund, ohne Indusien oder mit untertassen-, becherförmigen oder kugeligen Indusien. Bei Hymenophyllopsis sind die Indusien zweiklappig. Die Sporangien reifen der Reihe nach, der Anulus ist dunkel. Meist kommen Paraphysen vor. Die Sporen sind tetraedrisch, trilet (dreistrahlige Narbe) und unterschiedlich ornamentiert.
Der Gametophyt ist grün und herzförmig.

## Systematik und Verbreitung

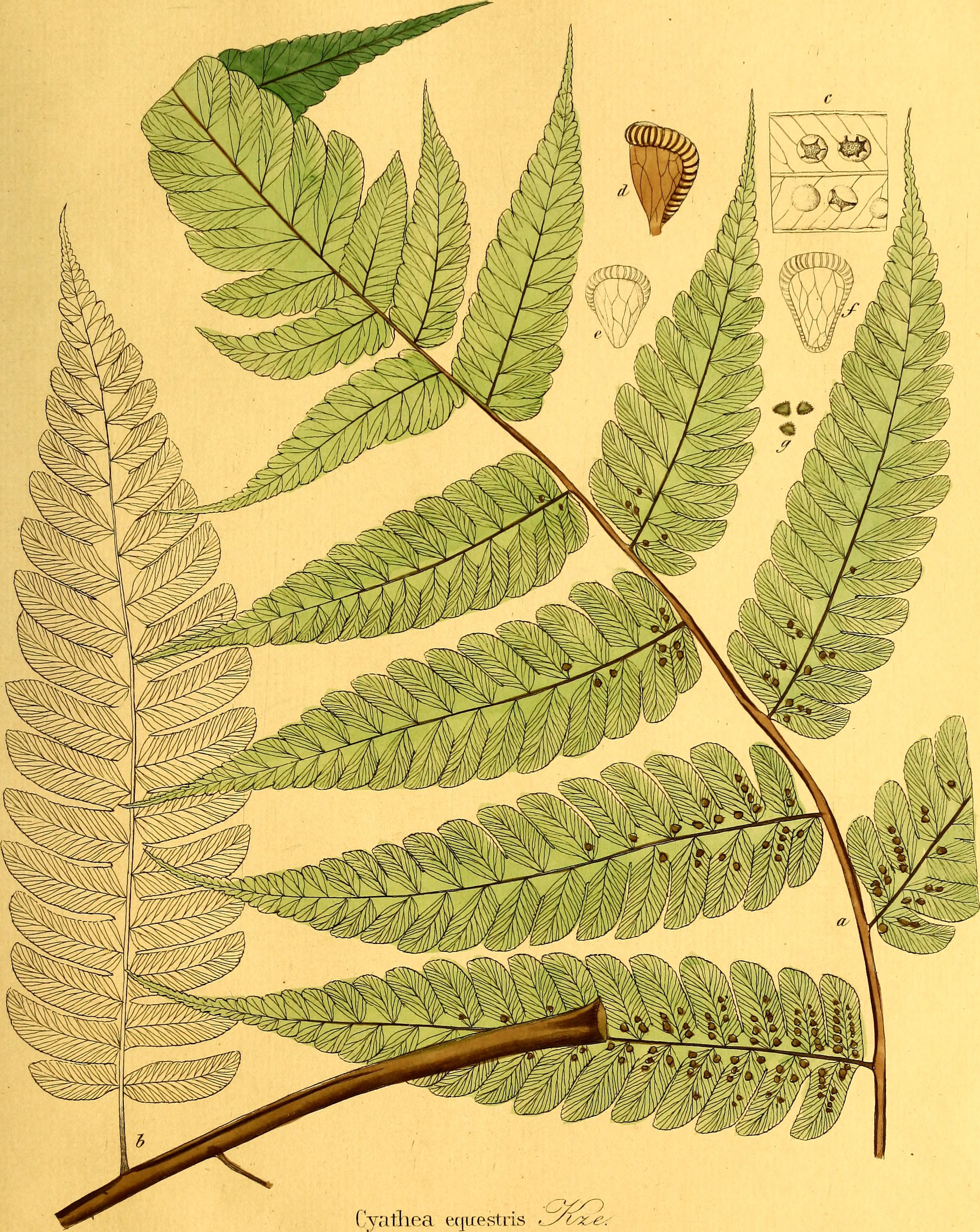
Illustration aus Gustav Kunze (1793–1851) Die Farrnkräuter ..., 1840 Tafel LXXVI von Cyathea equestris

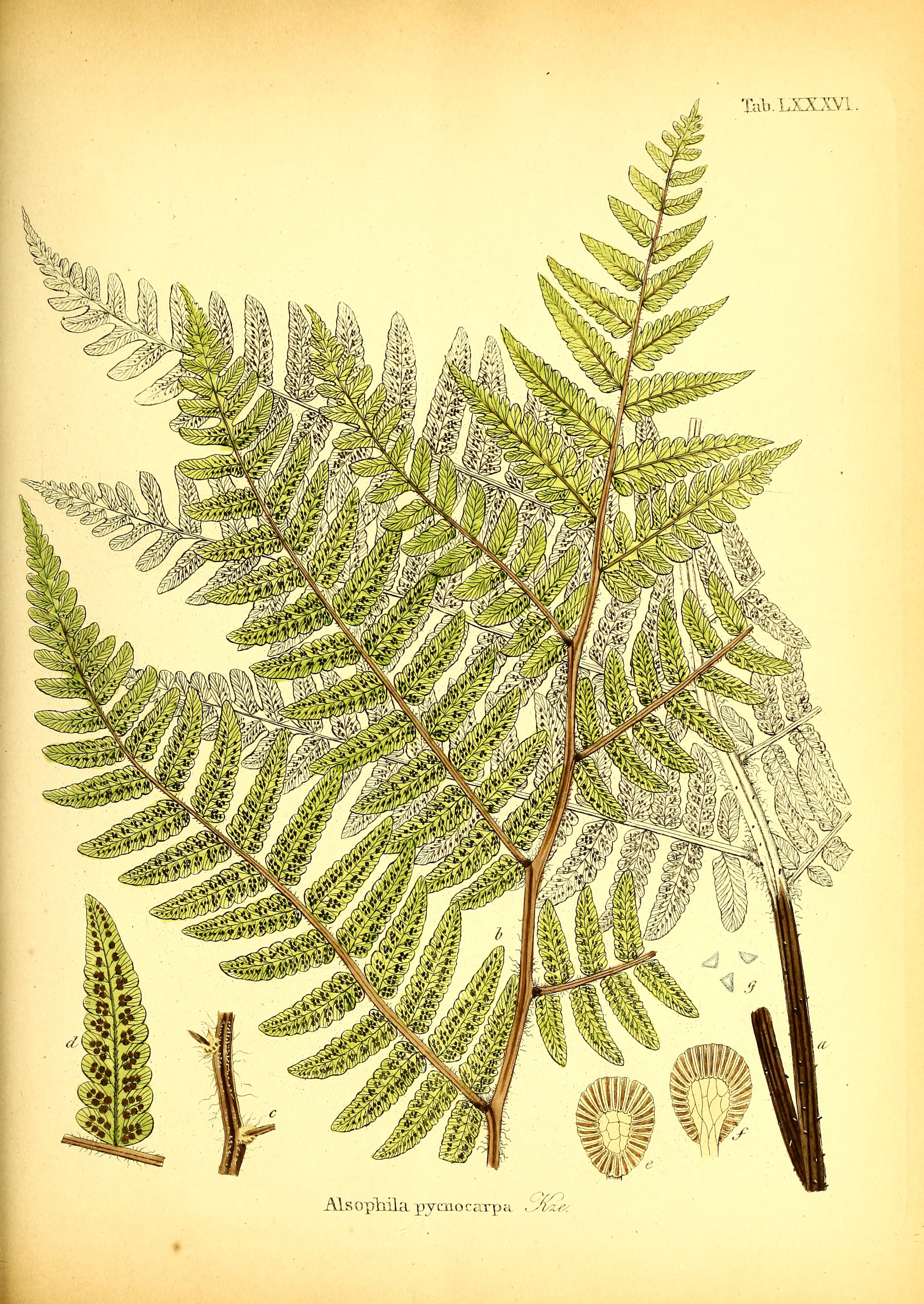
Illustration aus Gustav Kunze (1793–1851) Die Farrnkräuter ..., 1840 Tafel LXXXVI von Cyathea dombeyi

### Taxonomie
Die Gattung Cyathea wurde 1793 durch James Edward Smith in Mémoires de l'Academie Royale des Sciences (Turin), Volume 5, Seite 416 aufgestellt. Als Lektotypusart wurde 1875 Cyathea arborea (L.) Sm. durch John Smith in Historia Filicum; an exposition of the nature, number, and organography of ferns..., Seite 244 festgelegt. Der Gattungsname Cyathea leitet sich vom griechischen Wort kyathos für „Becher“ ab und bezieht sich auf die Form des Indusium bei einigen Arten ab.

### Botanische Geschichte
Die Gattung Cyathea hatte in der Vergangenheit sehr unterschiedlichen Umfang. Durch molekulargenetische Analysen wurden einige ehemals eigenständige Gattungen in Cyathea inkludiert. Synonyme für Cyathea Sm. sind: ×Cyathidaria Caluff & Shelton, Actinophlebia C.Presl, Alsophila R.Br., Amphicosmia Gardner, Chnoophora Kaulf., Cnemidaria C.Presl, Cnemidopteris Rchb., Cormophyllum Newman, Disphenia C.Presl, Gymnosphaera Blume, Hemistegia C.Presl, Hemitelia R.Br., Hymenophyllopsis K.I.Goebel, Microstegnus C.Presl, Sphaeropteris Bernh., Sphaeropteris subg. Sclephropteris P.G.Windisch, Trichipteris C.Presl, Trichopteris Spreng. Der Umfang der Gattung Cyathea wird noch kontrovers diskutiert, bei einigen Autoren (wie in der Flora of China 2013) befinden sich einige Arten auch in eigenständigen Gattungen wie Alsophila R.Br. (etwa 230 Arten), Cnemidaria C.Presl (etwa 25 Arten) und Sphaeropteris Bernh. (etwa 120 Arten).
Je nach Autor werden sehr unterschiedliche Verwandtschaftsverhältnisse wiedergegebenen.
Beispielsweise bei Korall et al. 2007 sind die Verwandtschaftsverhältnisse so dargestellt: Die Arten der Alten Welt sind von denen der Neuen Welt getrennt. Innerhalb der Arten der Neuen Welt steht Hymenophyllopsis als basale Gruppe. Die acht Arten der Untergattung Hymenophyllopsis sind klein, haben ein wenige Zentimeter langes Rhizom, und dünne, Stomata-lose Blätter. Ihre Schuppen und die Sporen ähneln jedoch denen von Cyathea. Die Arten des Subtaxons Cnemidaria sind nicht baumförmig, ihre gefiederten bis fiederspaltigen Blätter sind nicht behaart. Sie bilden, zusammen mit Cyathea speciosa, eine monophyletische Gruppe innerhalb der neuweltlichen Cyathea-Arten. Die frühere Gattung Trichipteris, die sich durch das Fehlen von Indusien auszeichnet, ist keine monophyletische Gruppe, ihre Arten sind innerhalb der Neuwelt-Klade verstreut.
Von der Pteridophyte Phylogeny Group werden 2016 die Arten der Familie Cyatheaceae in nur noch drei Gattungen eingegliedert und dabei viele Arten der Cyathea s. l. in die Gattungen Alsophila R.Br. (etwa 230 Arten) und Sphaeropteris Bernh. (etwa 120 Arten) gestellt, aber die Arten der Gattung Cnemidaria C.Presl in die Cyathea s. str.

### Arten und ihre Verbreitung

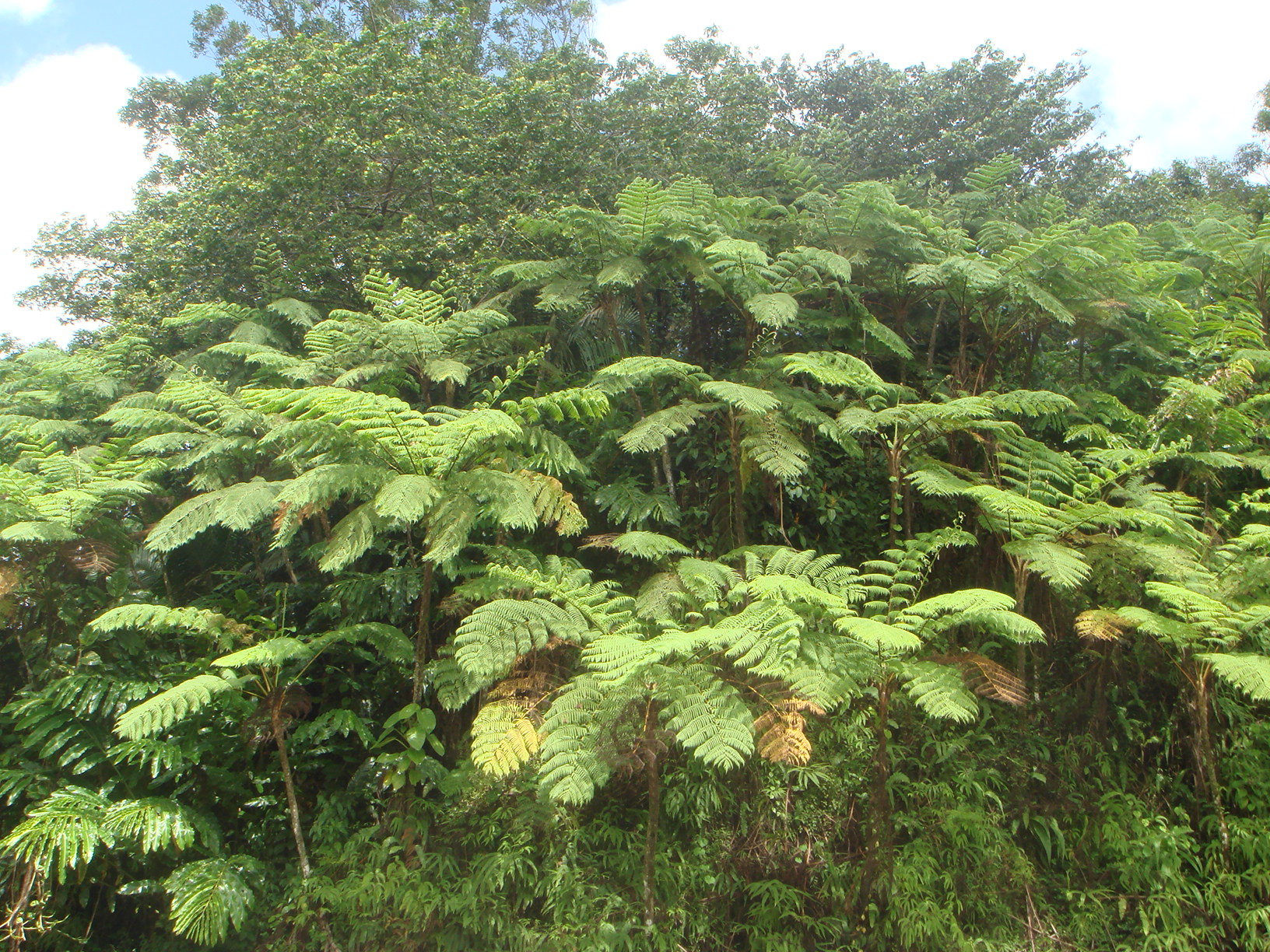
Habitus des Westindischen Baumfarns (Cyathea arborea) im Bestand

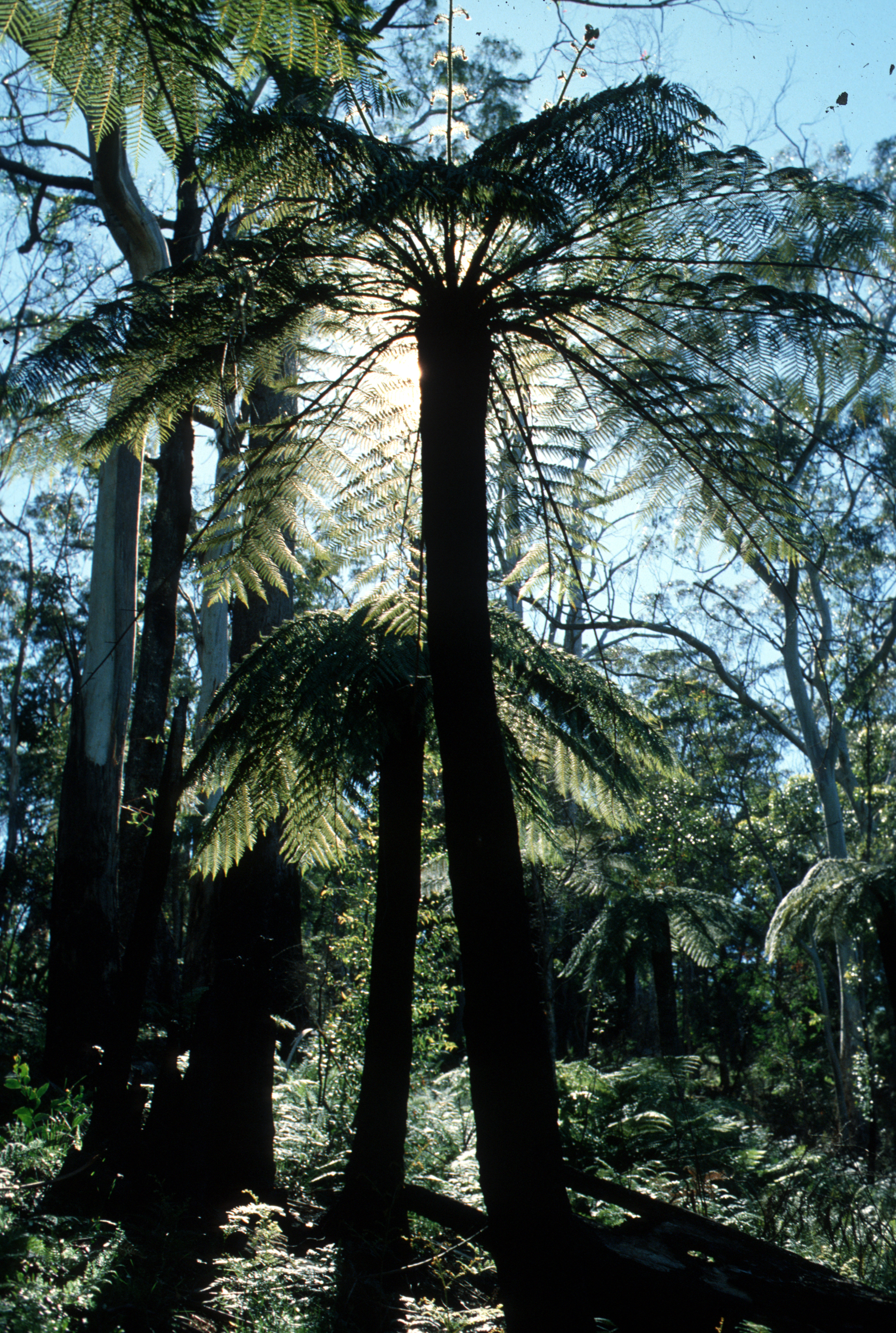
Habitus des Rauen Becherfarns (Cyathea australis)

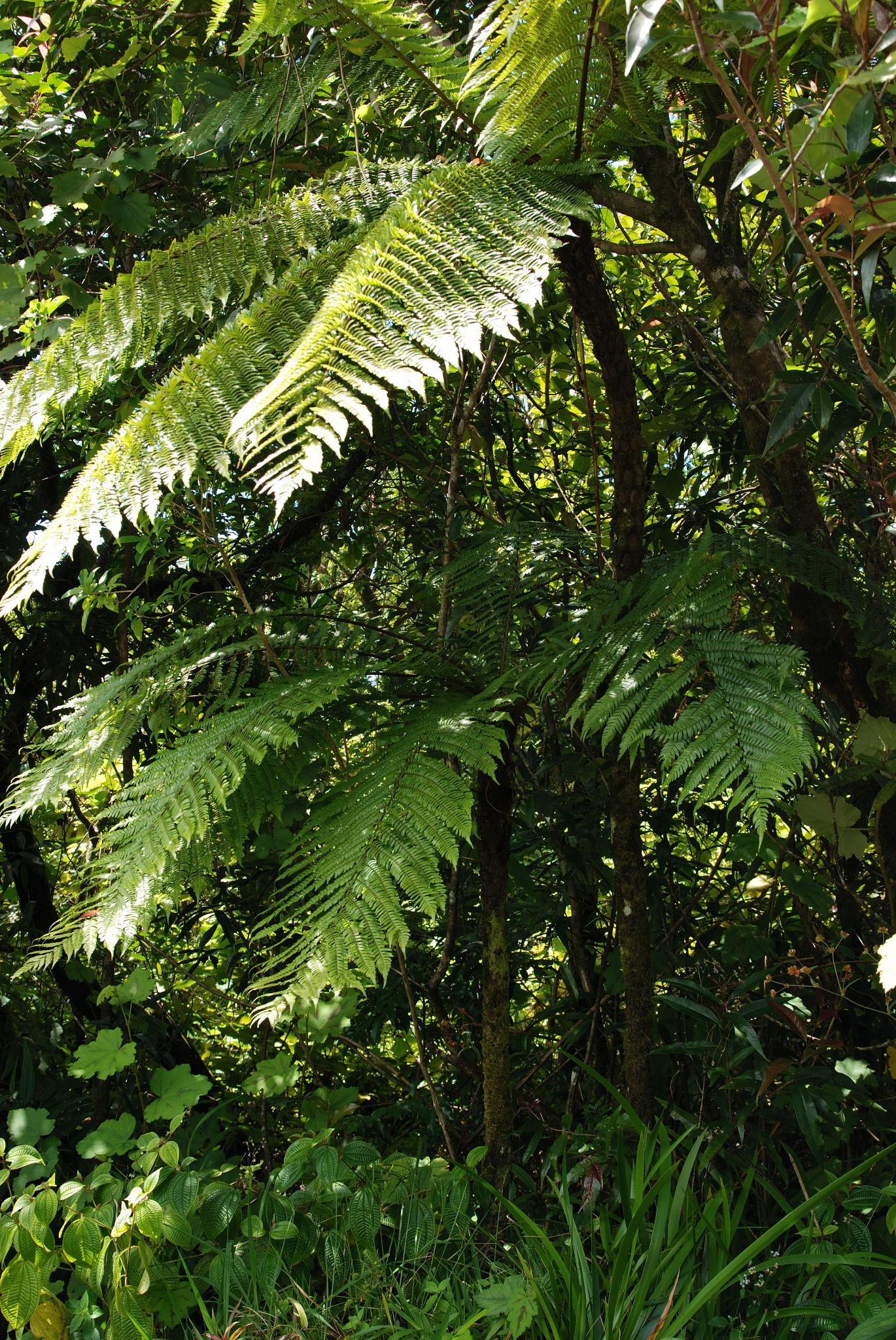
Habitus von Cyathea borbonica auf Réunion

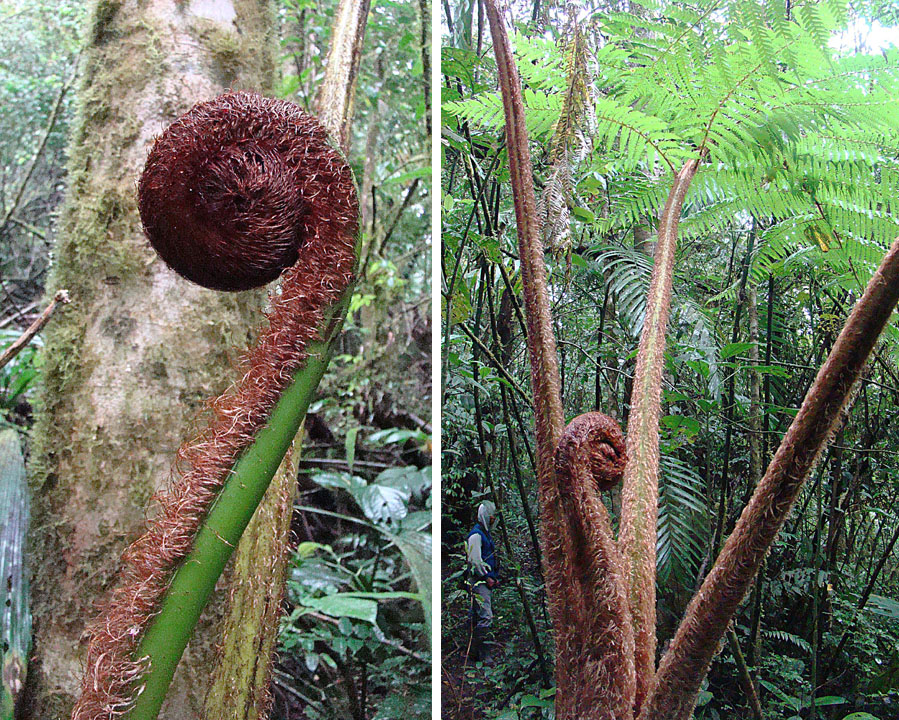
Junges Blatt vor dem Entrollen und vollentwickeltes gestieltes, gefiedertes Blatt von Cyathea brunei

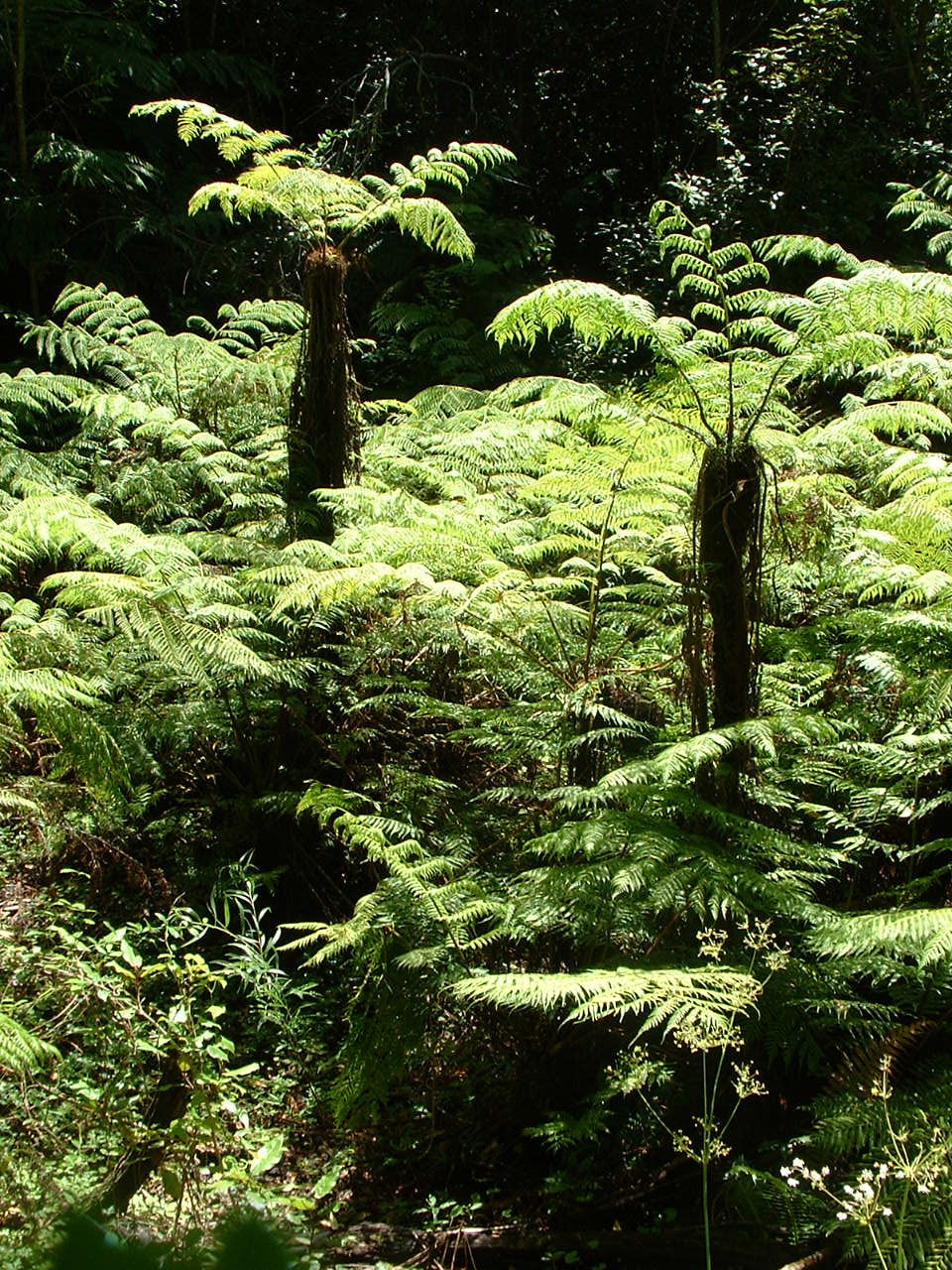
Habitus des Kap-Becherfarns (Cyathea capenis)

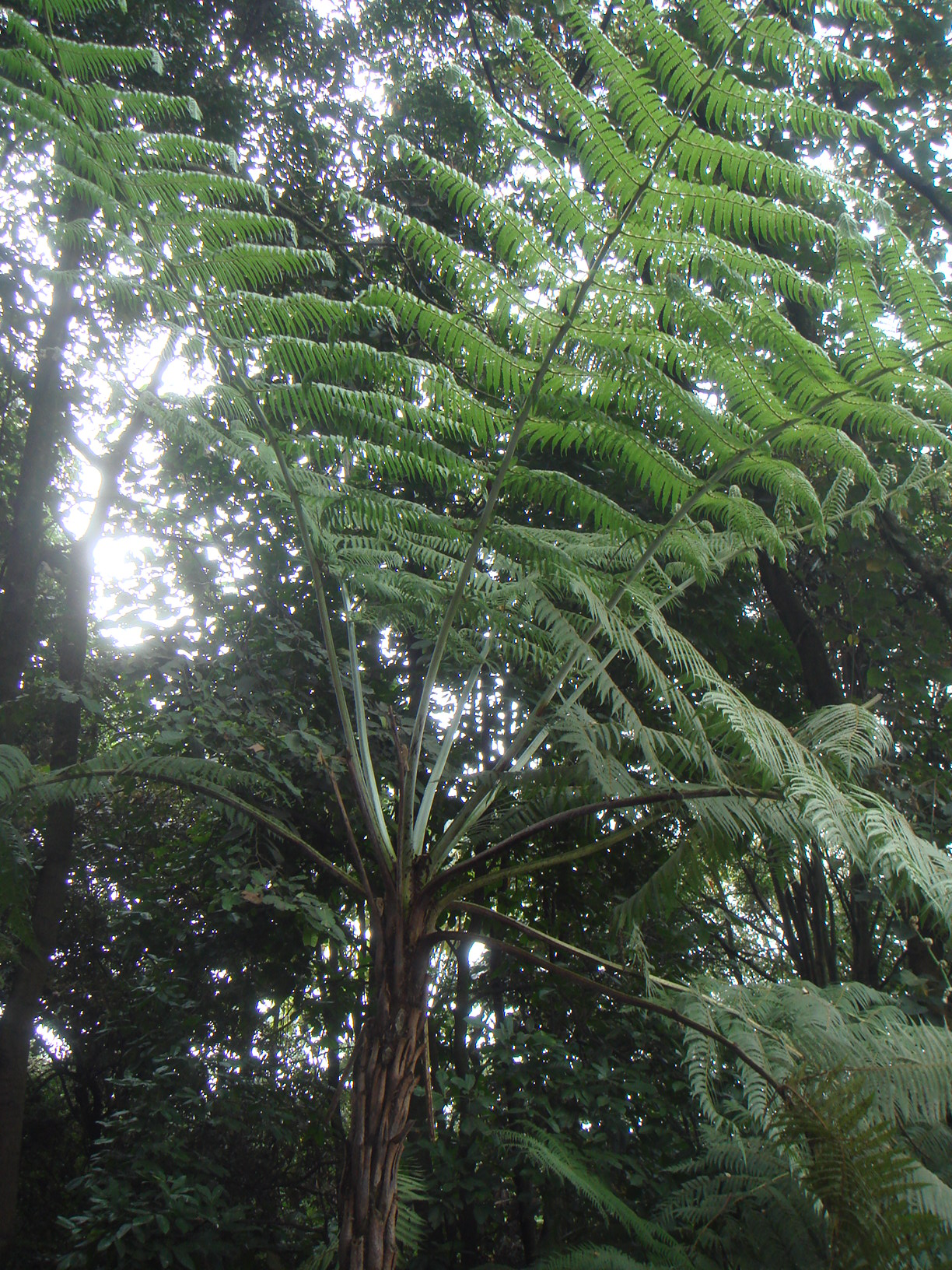
Habitus von Cyathea caracasana

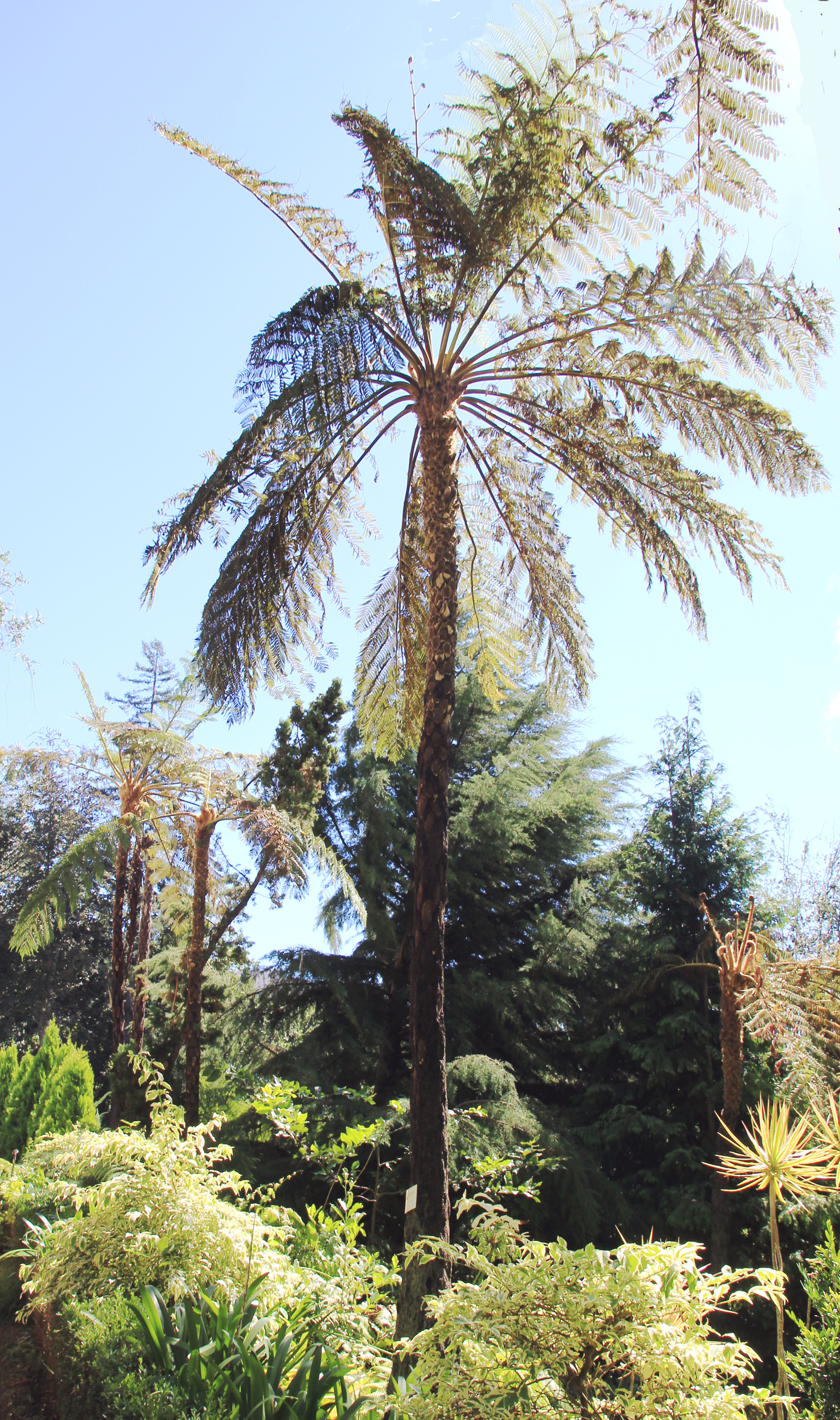
Habitus des Schuppen-Becherfarns (Cyathea cooperi)

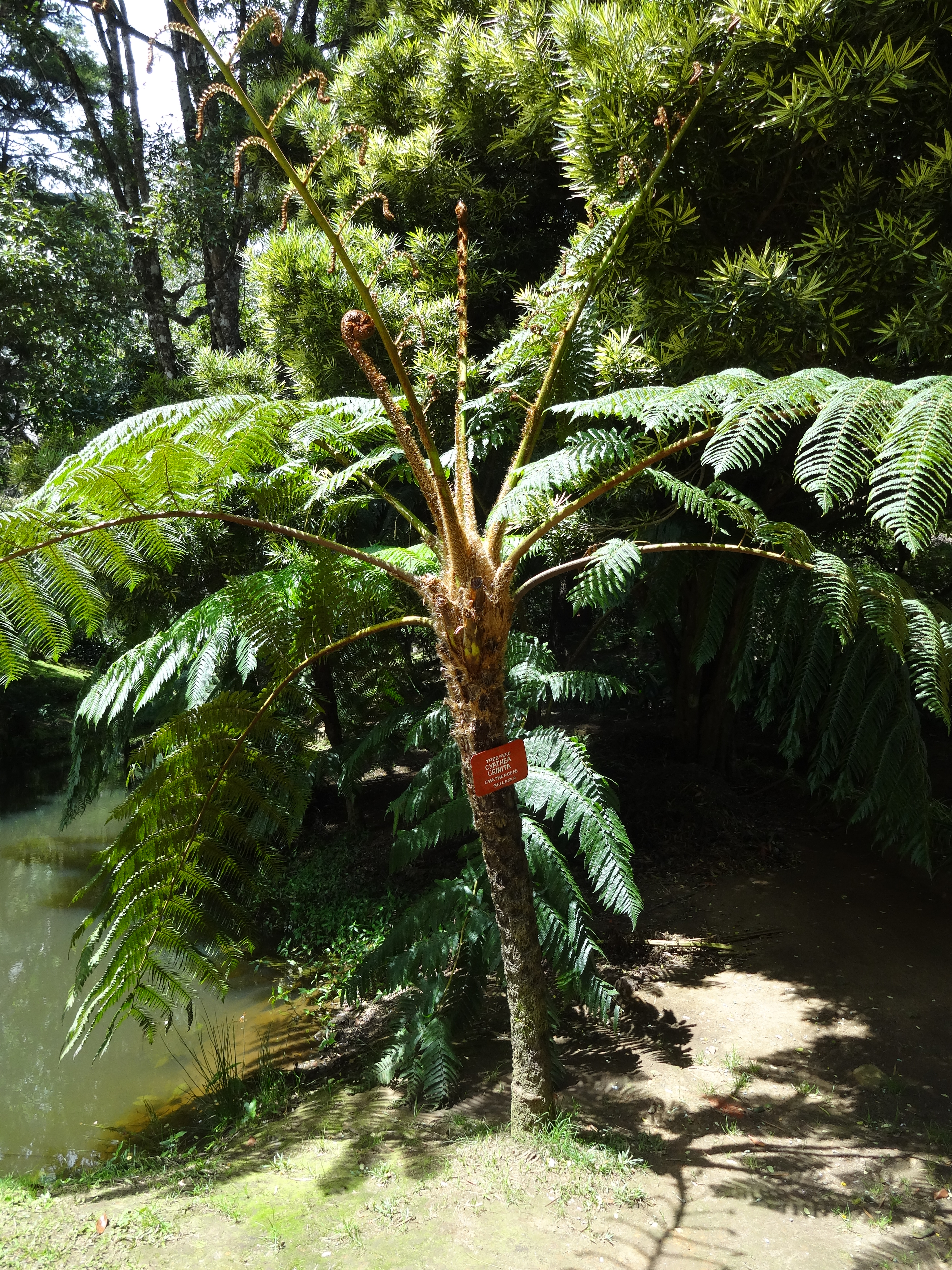
Habitus von Cyathea crinita

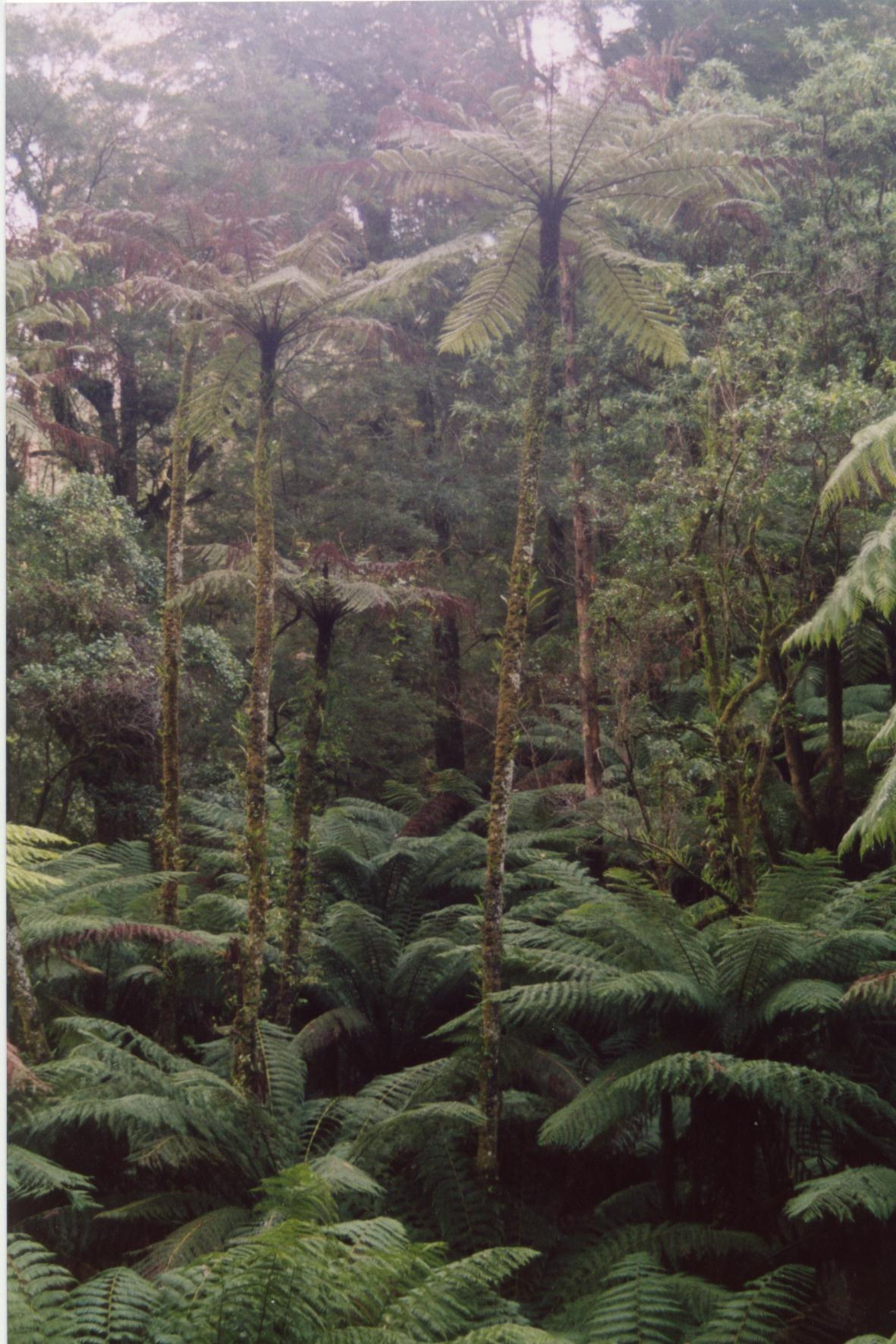
Habitus von Cyathea cunninghamii in Neuseeland

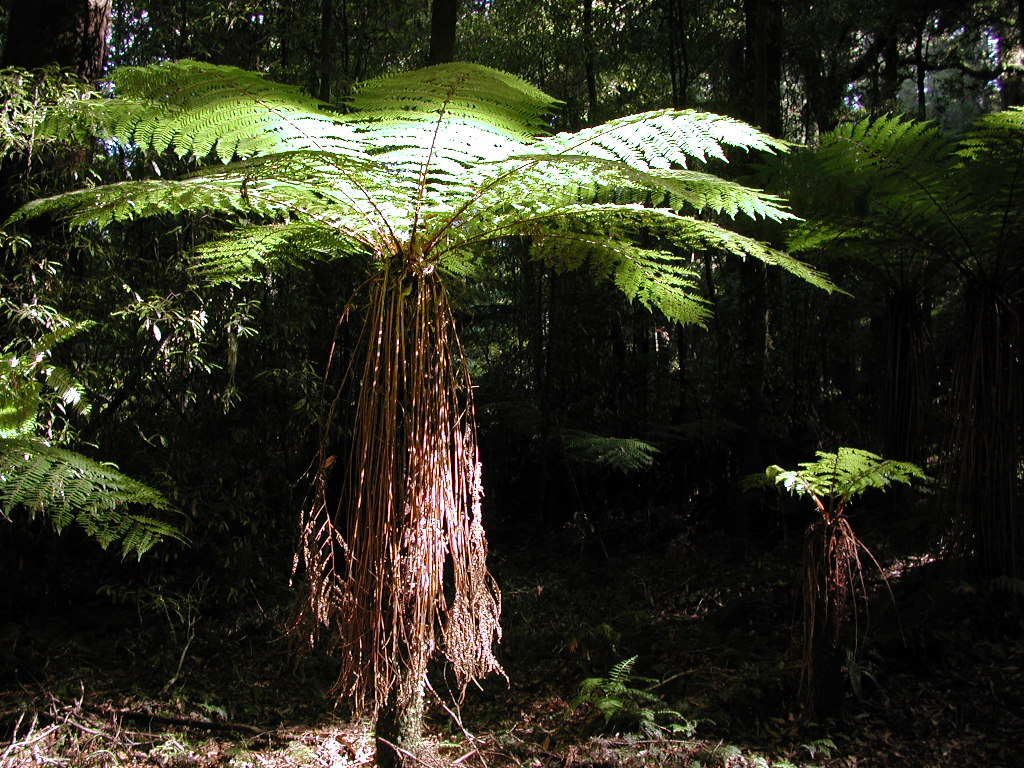
Habitus des Silber-Baumfarn (Cyathea dealbata)

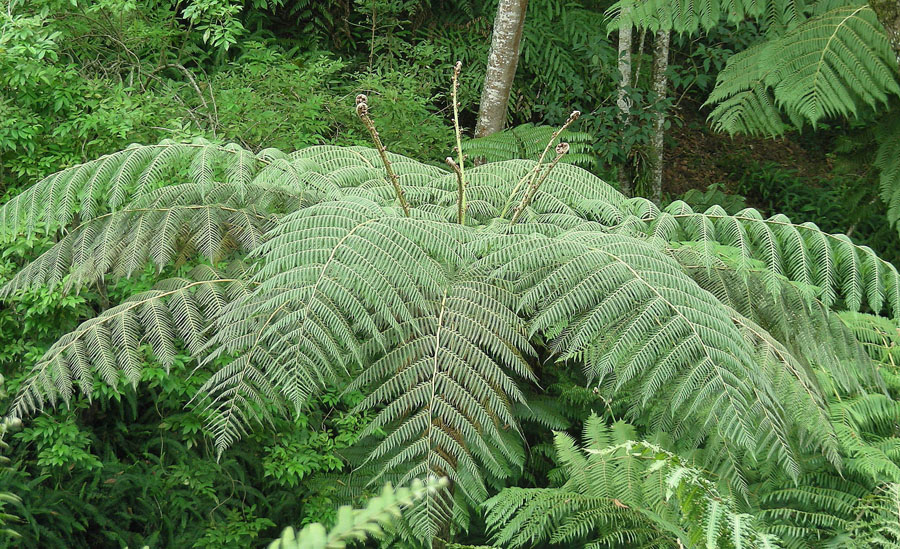
Habitus von Cyathea delgadoi

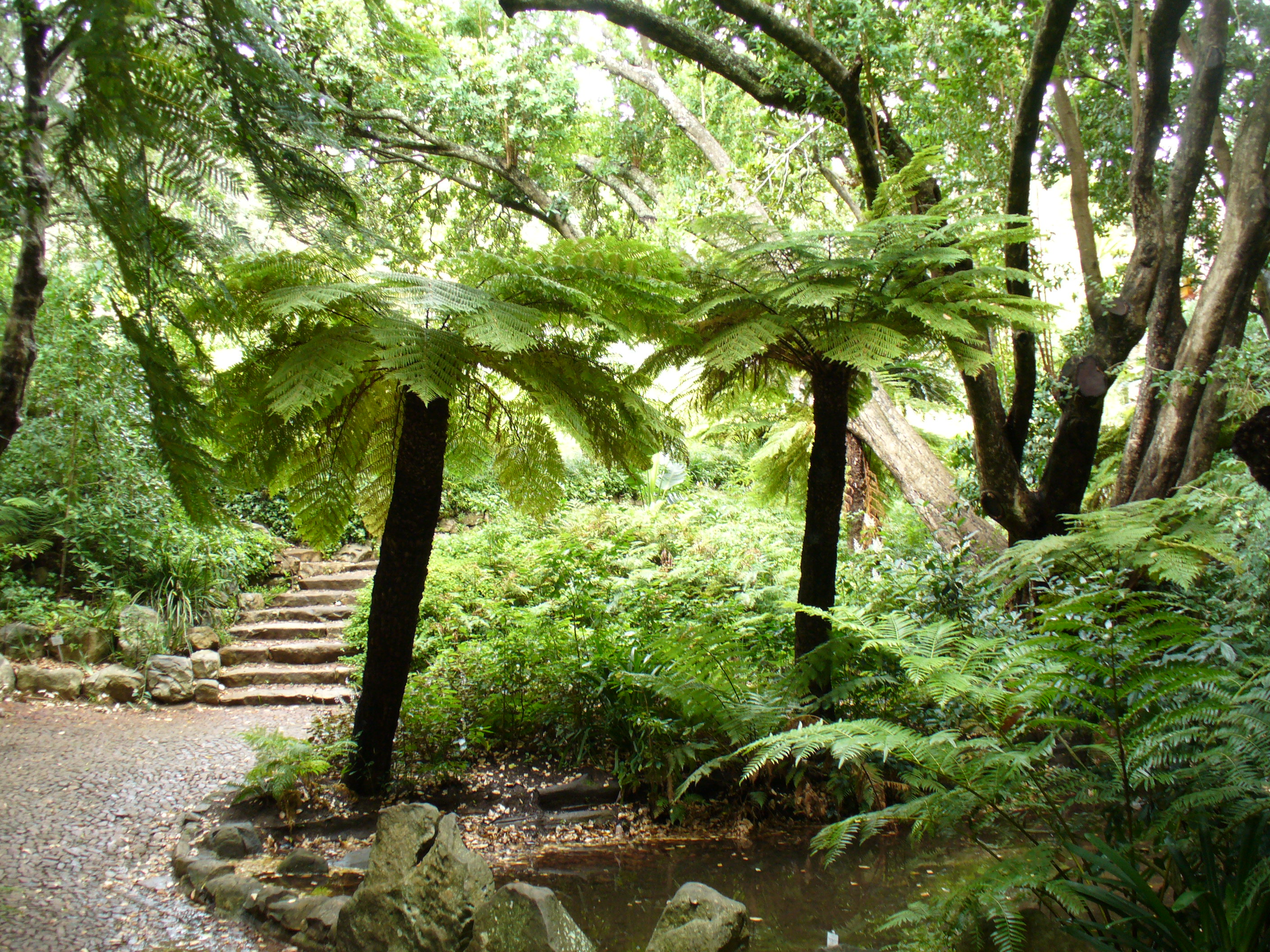
Habitus von Cyathea dregei

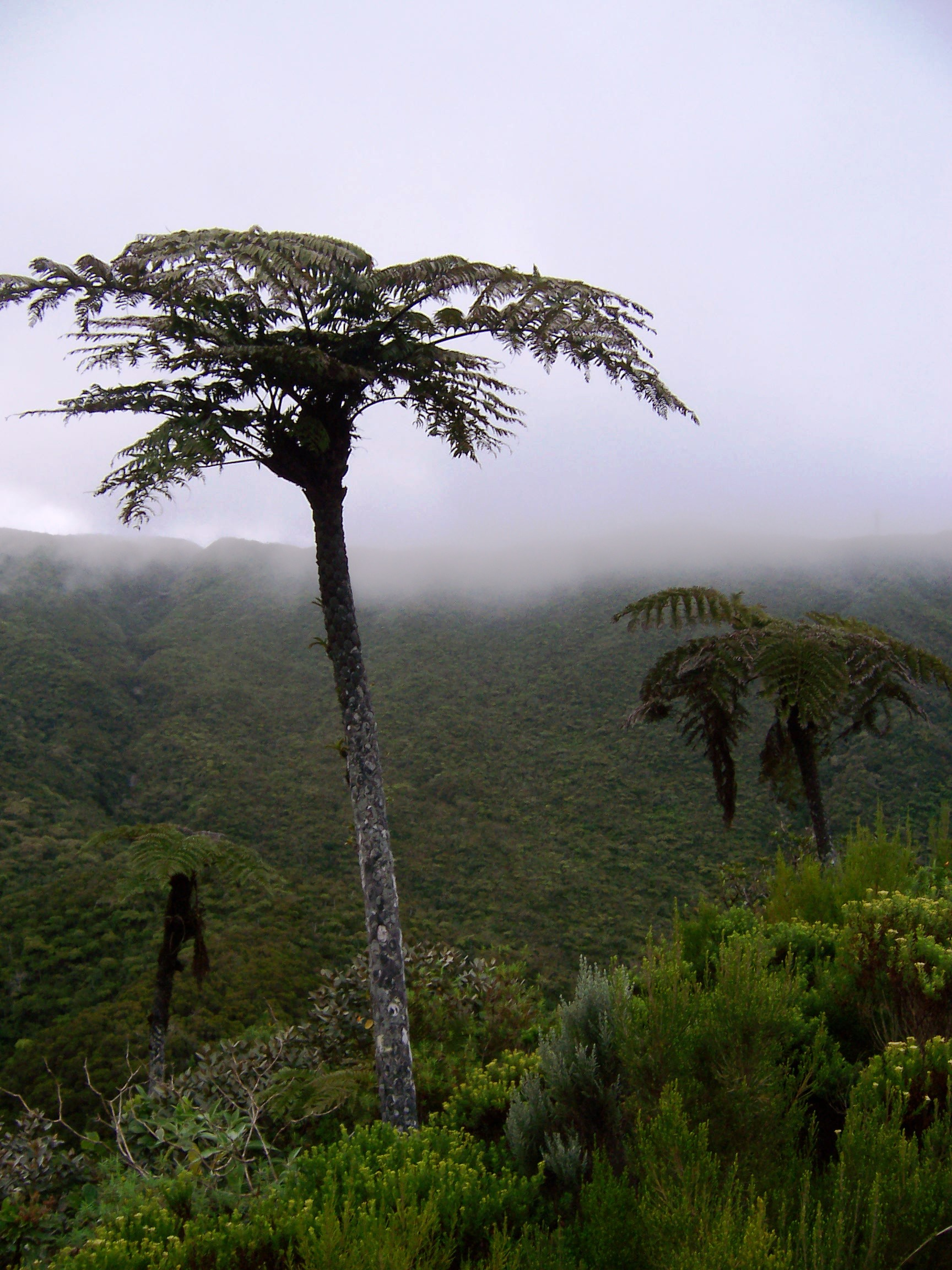
Habitus von Cyathea glauca

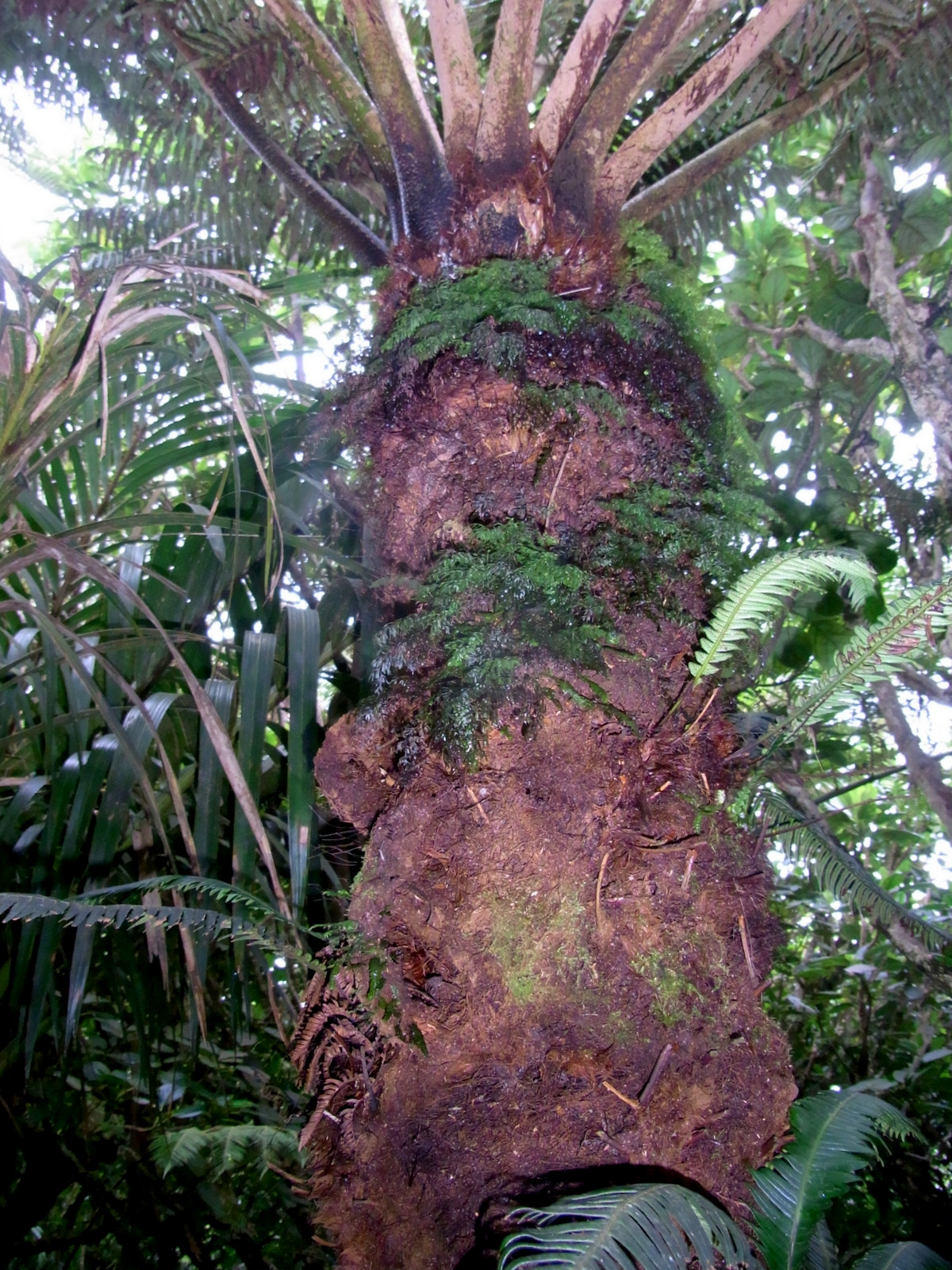
Habitus von Cyathea howeana

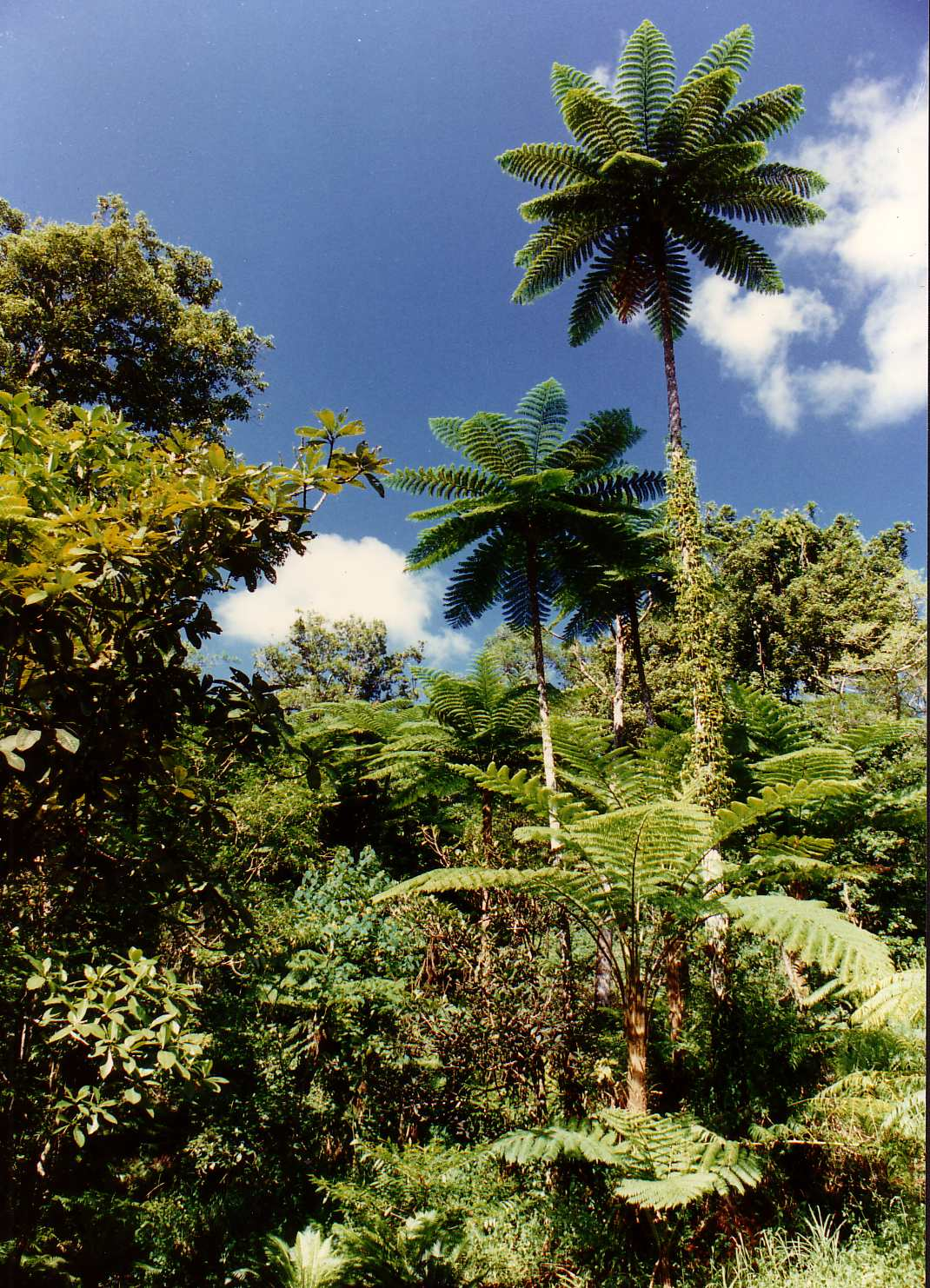
Habitus von Cyathea intermedia

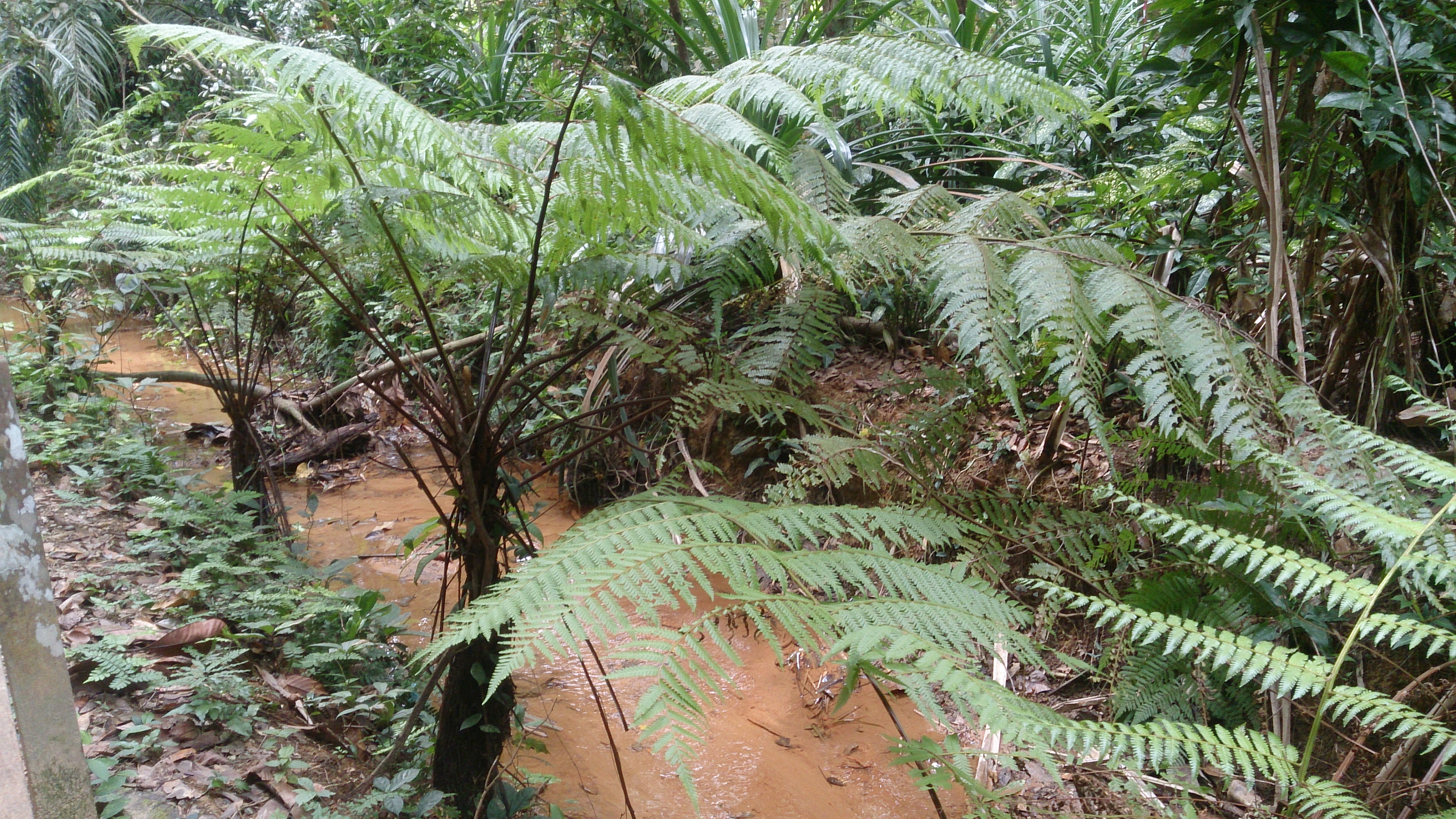
Habitus von Cyathea latebrosa

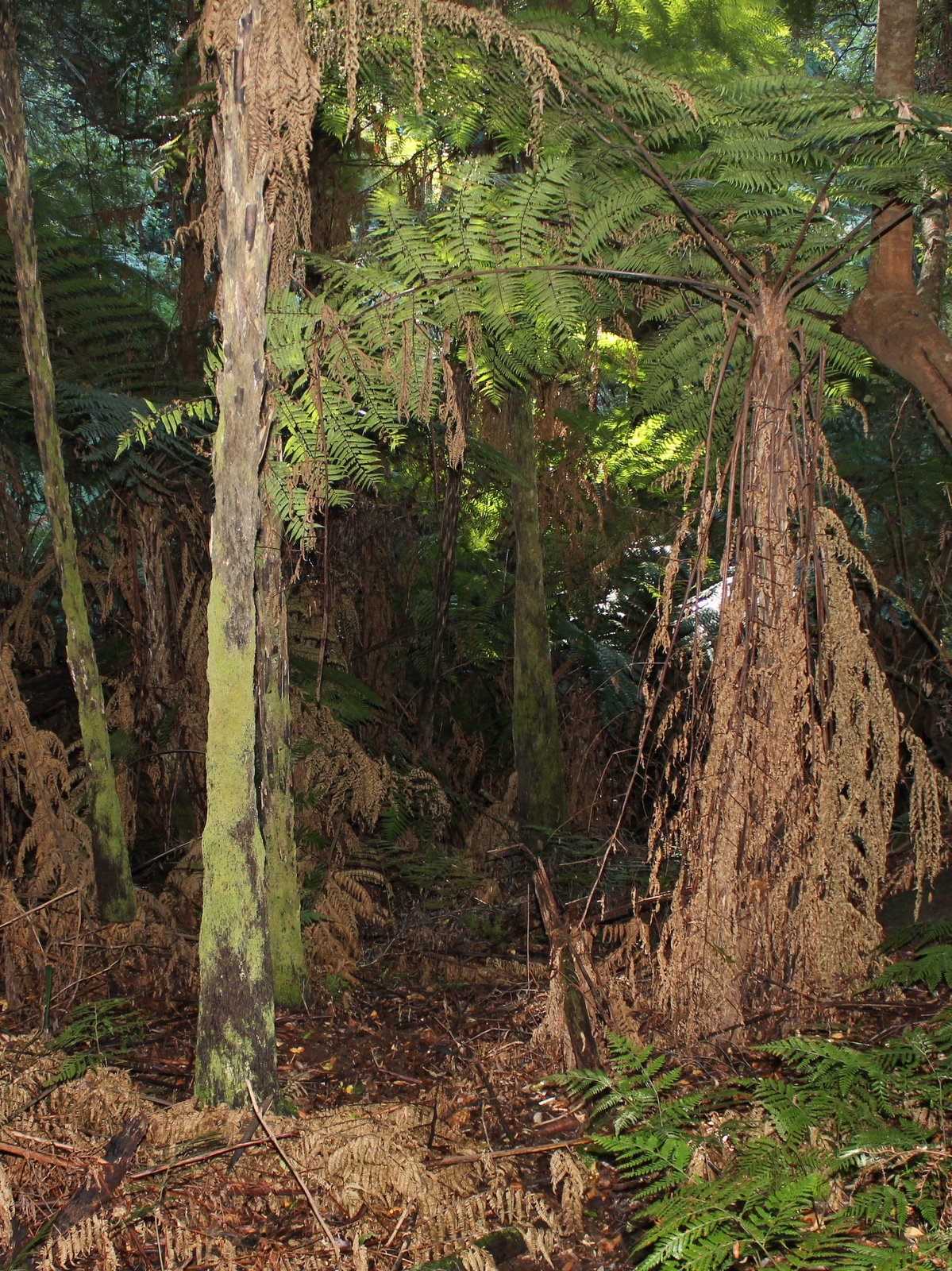
Habitus von Cyathea leichhardtiana

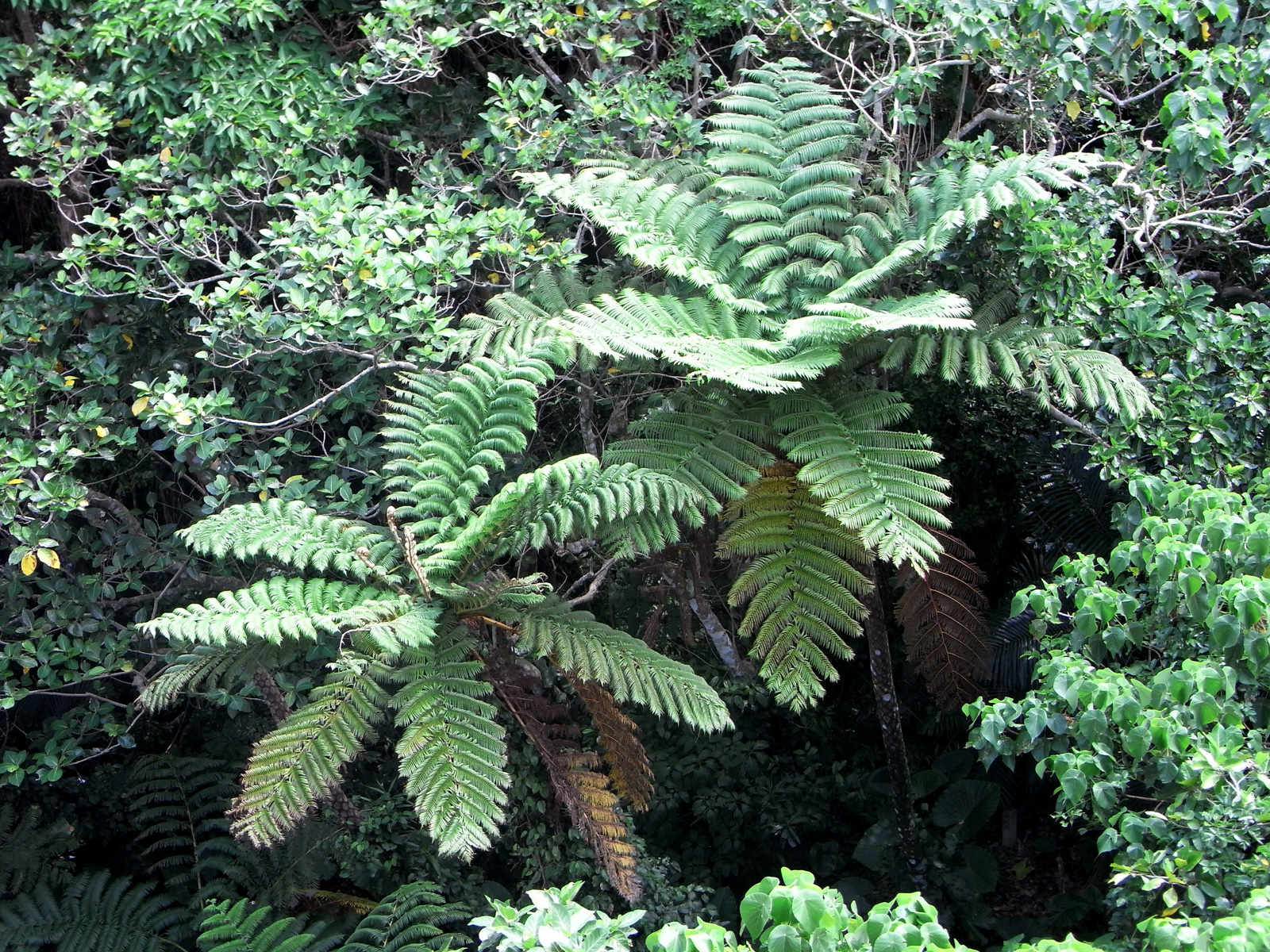
Habitus von Cyathea lepifera

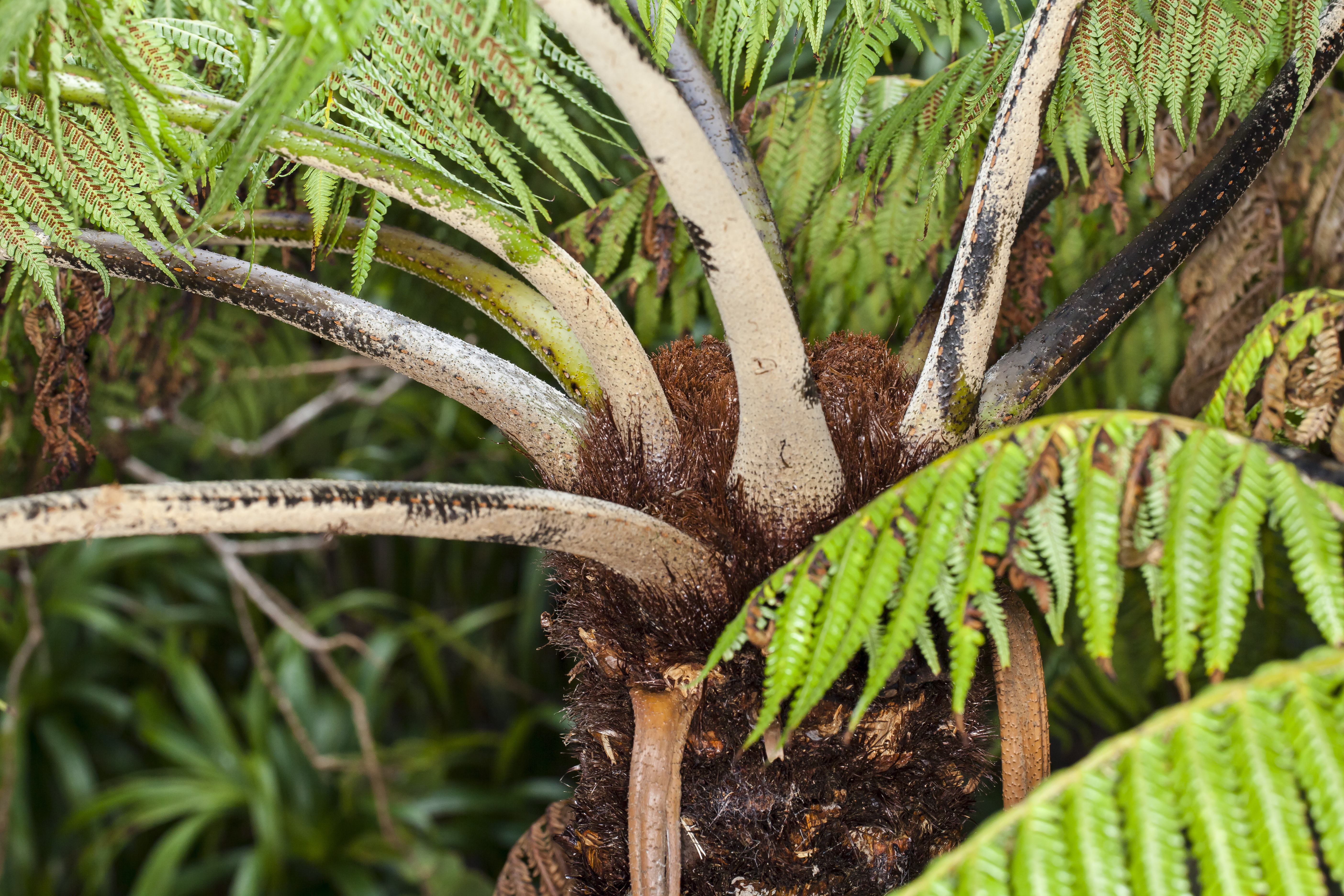
Oberes Ende des Stammes und Blattstiele von Cyathea macarthurii

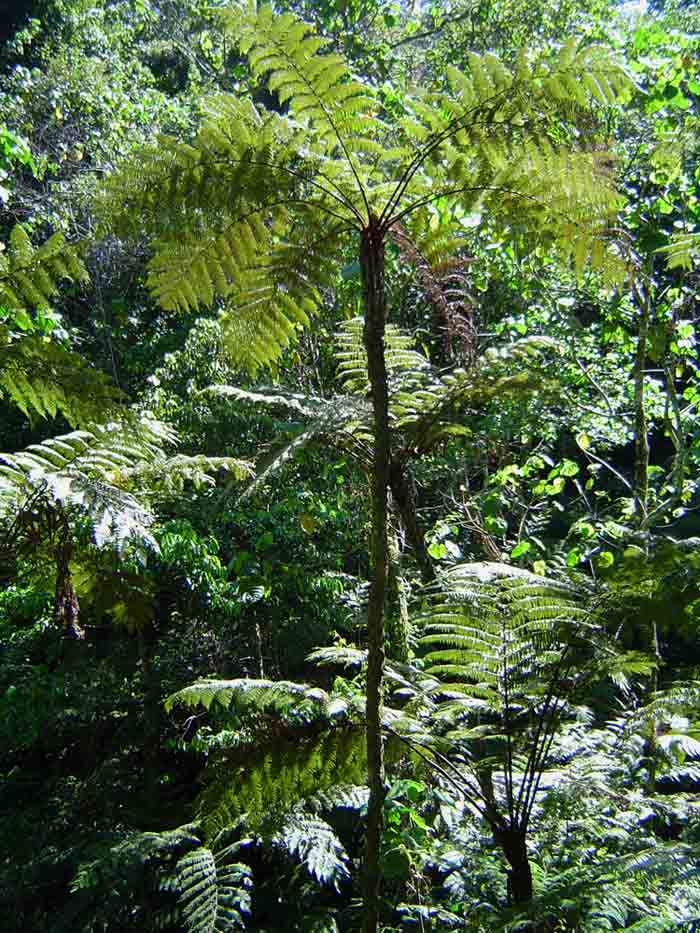
Habitus von Cyathea manniana

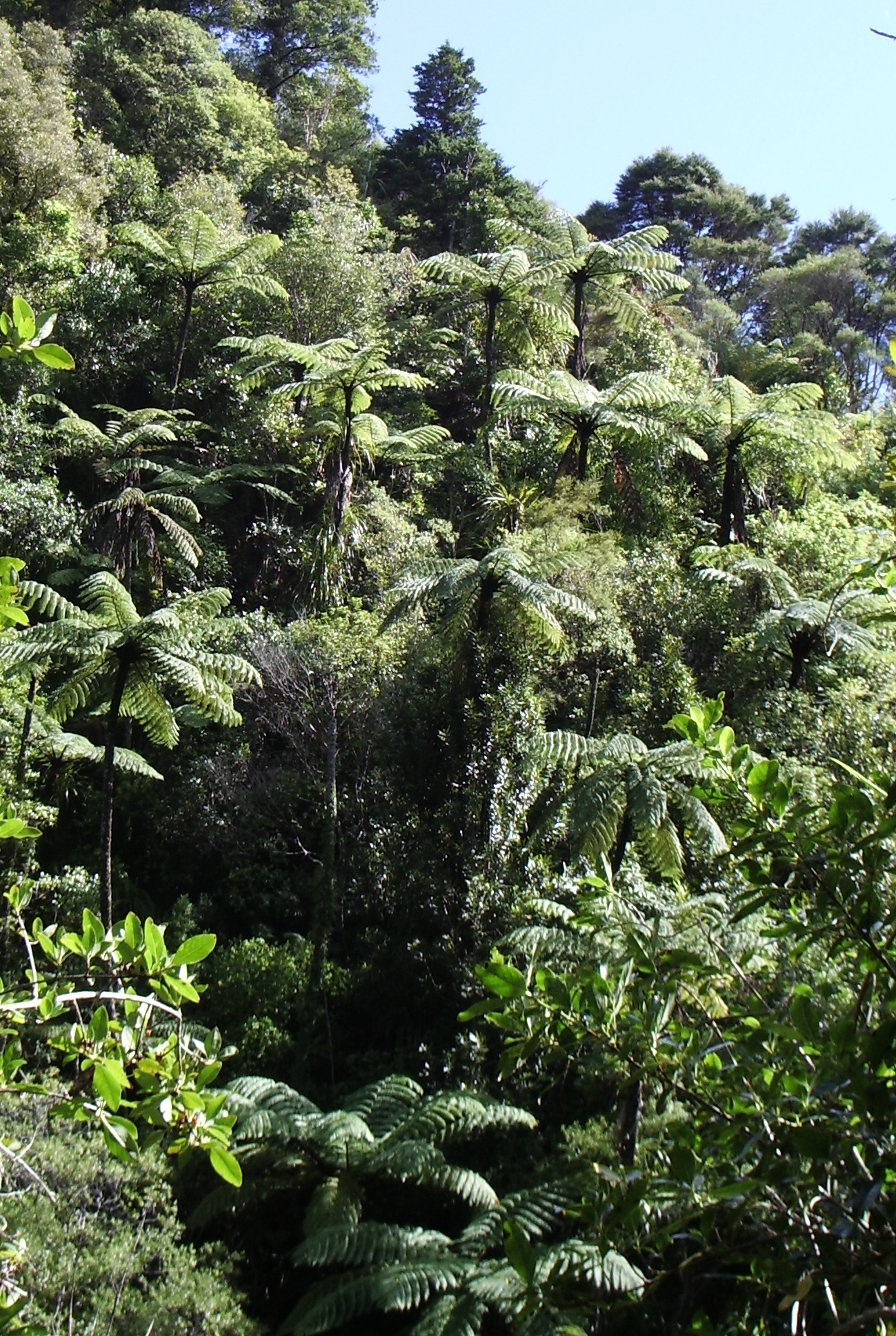
Habitus des Schwarzen Becherfarns (Cyathea medullaris) in großem Bestand

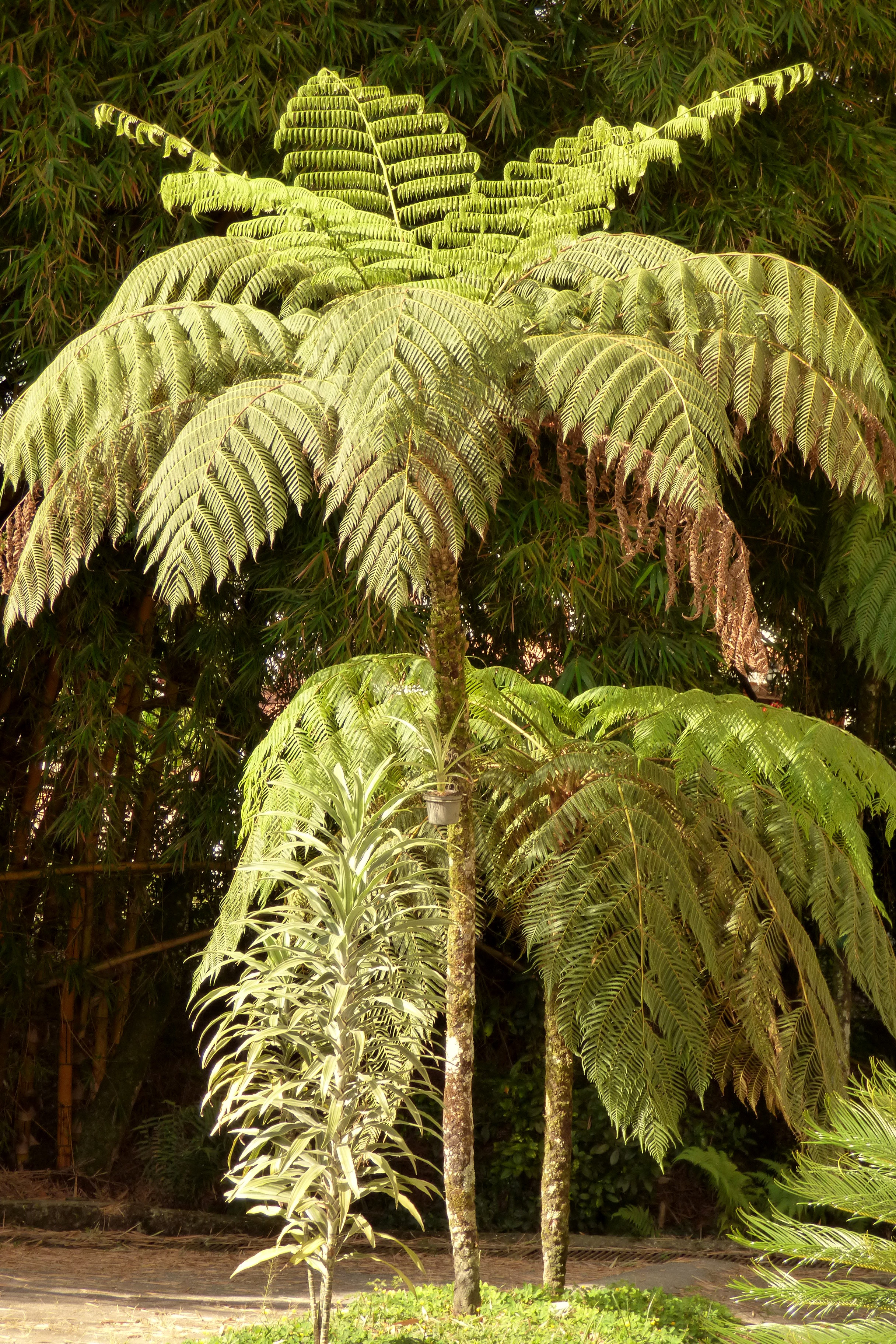
Habitus von Cyathea microdonta

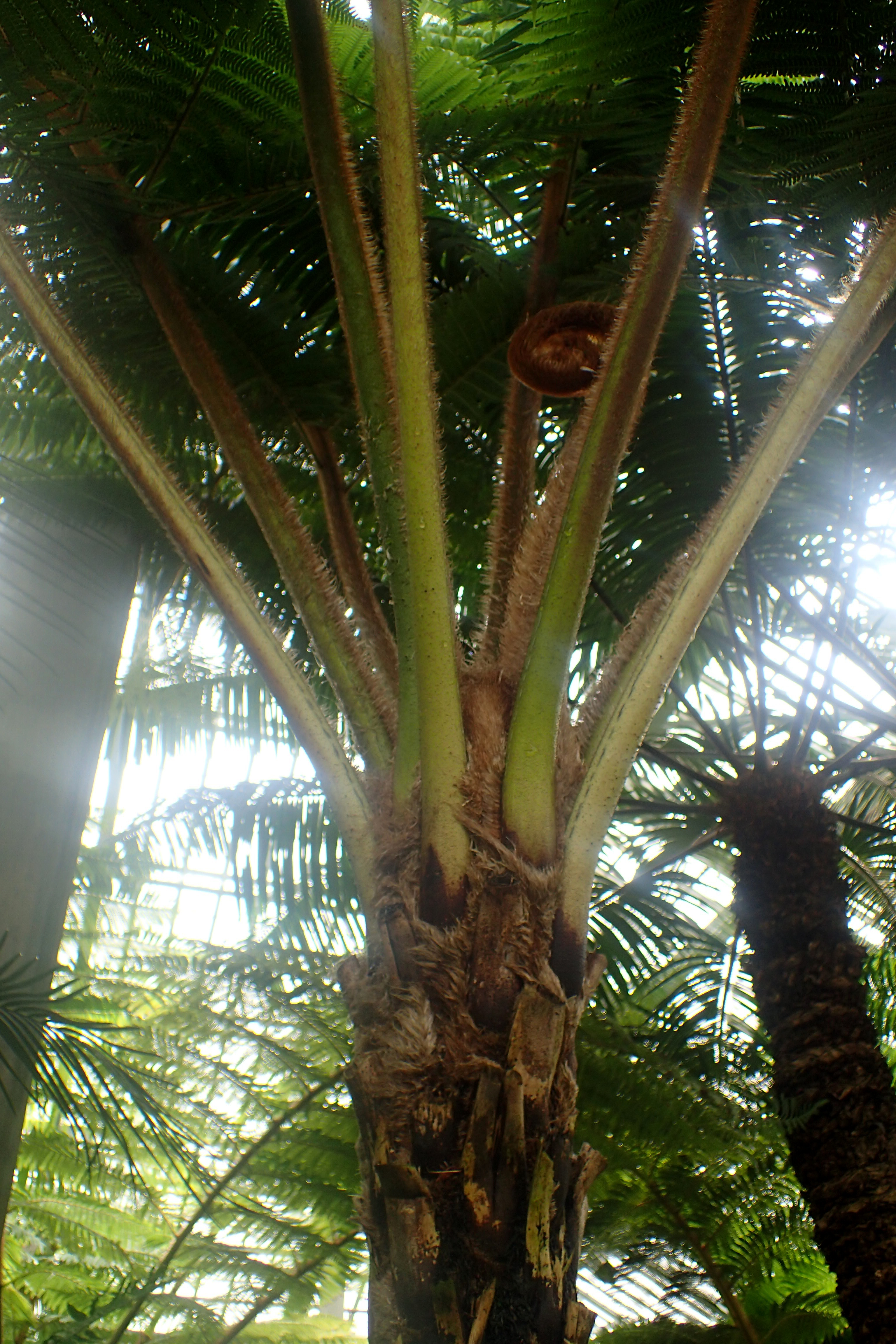
Habitus von Cyathea princeps

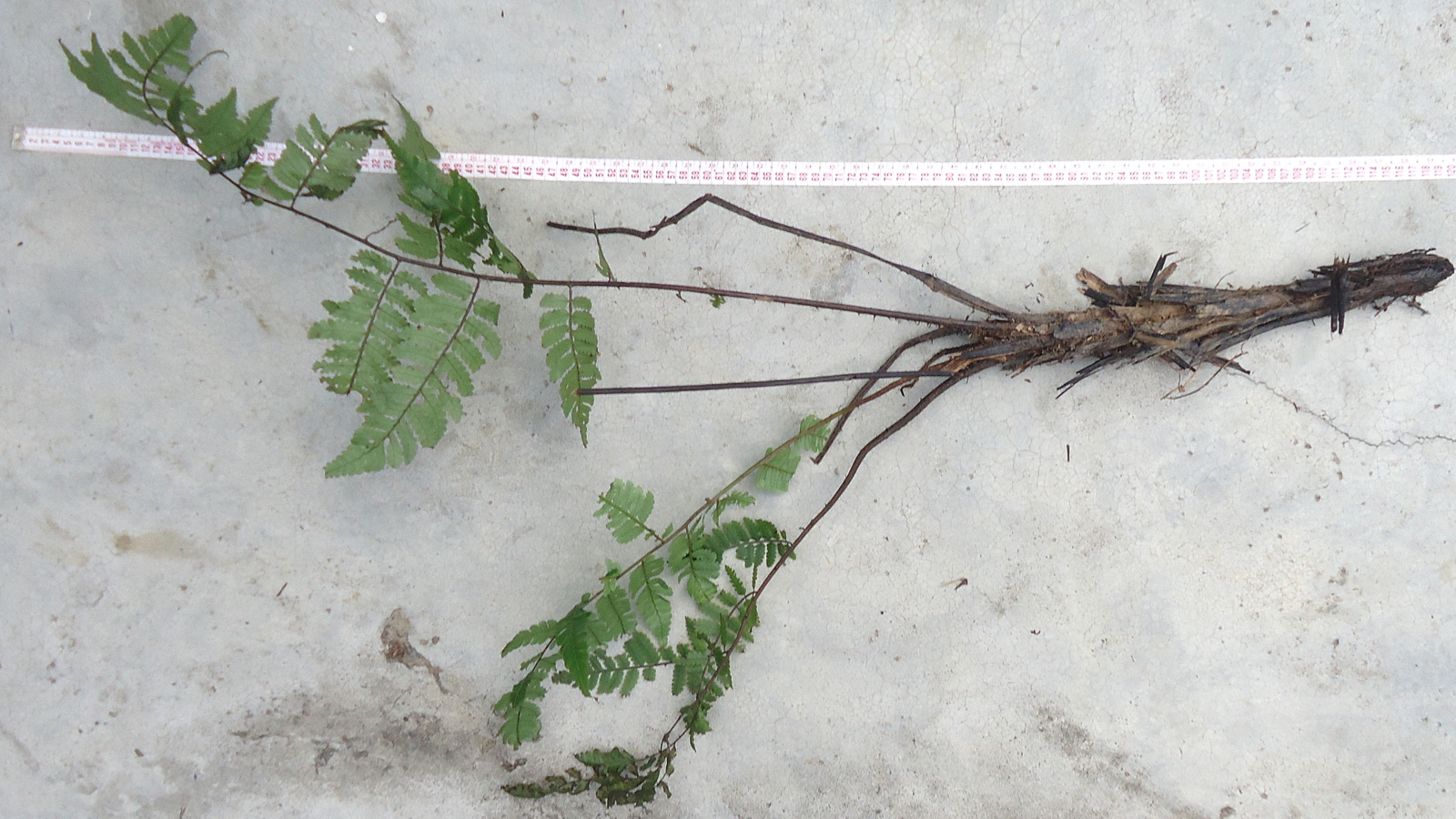
Habitus von Cyathea pungens

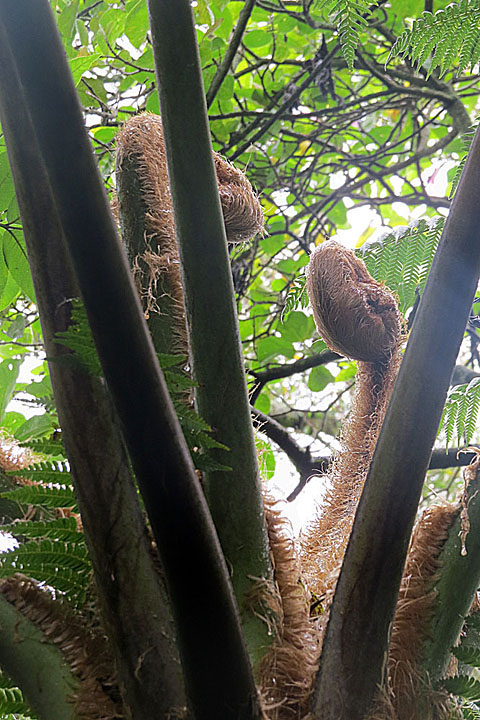
Junge Blätter vor dem Entrollen und Blattstiele von Cyathea quindiuensis

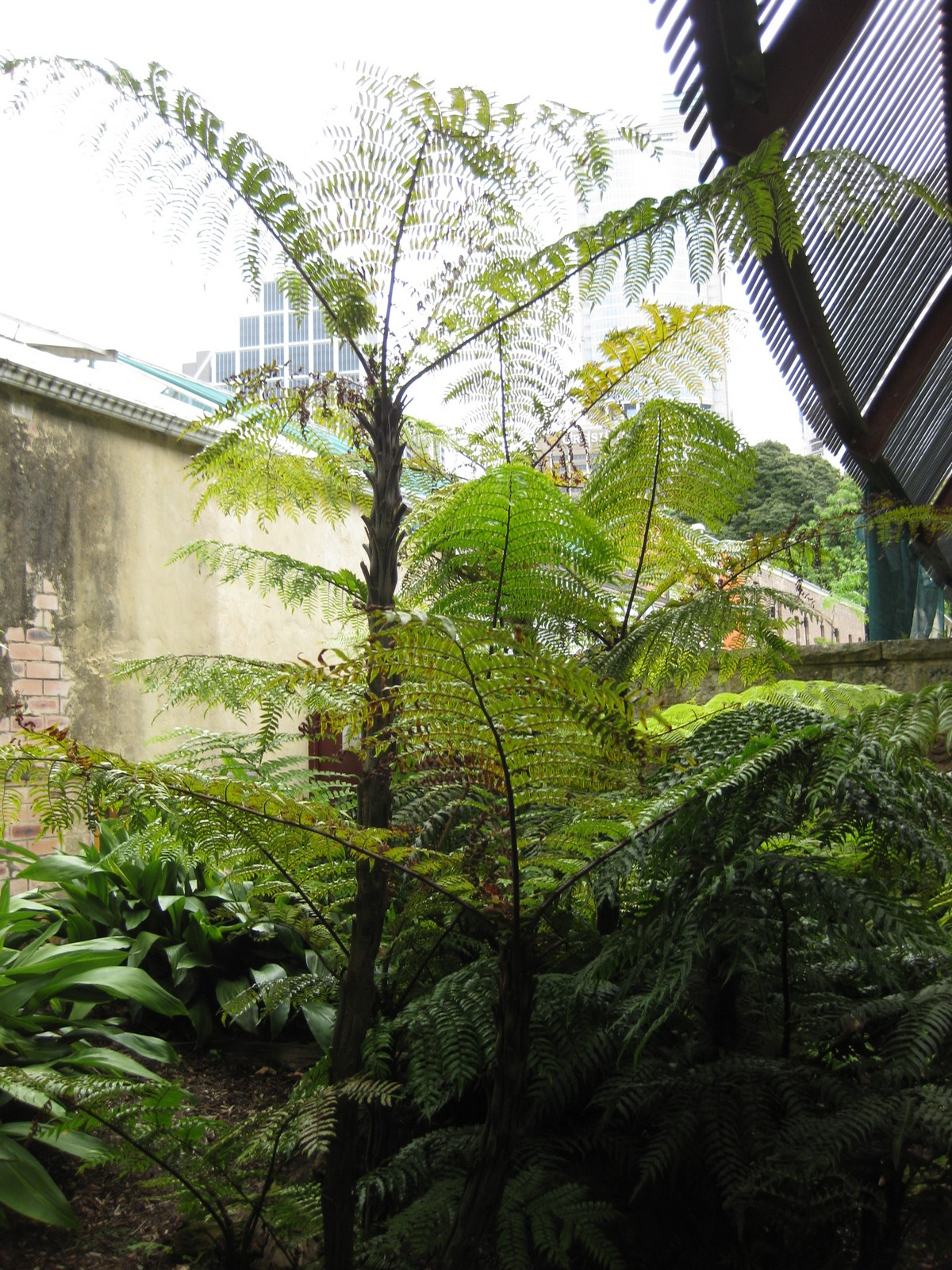
Habitus von Cyathea rebeccae

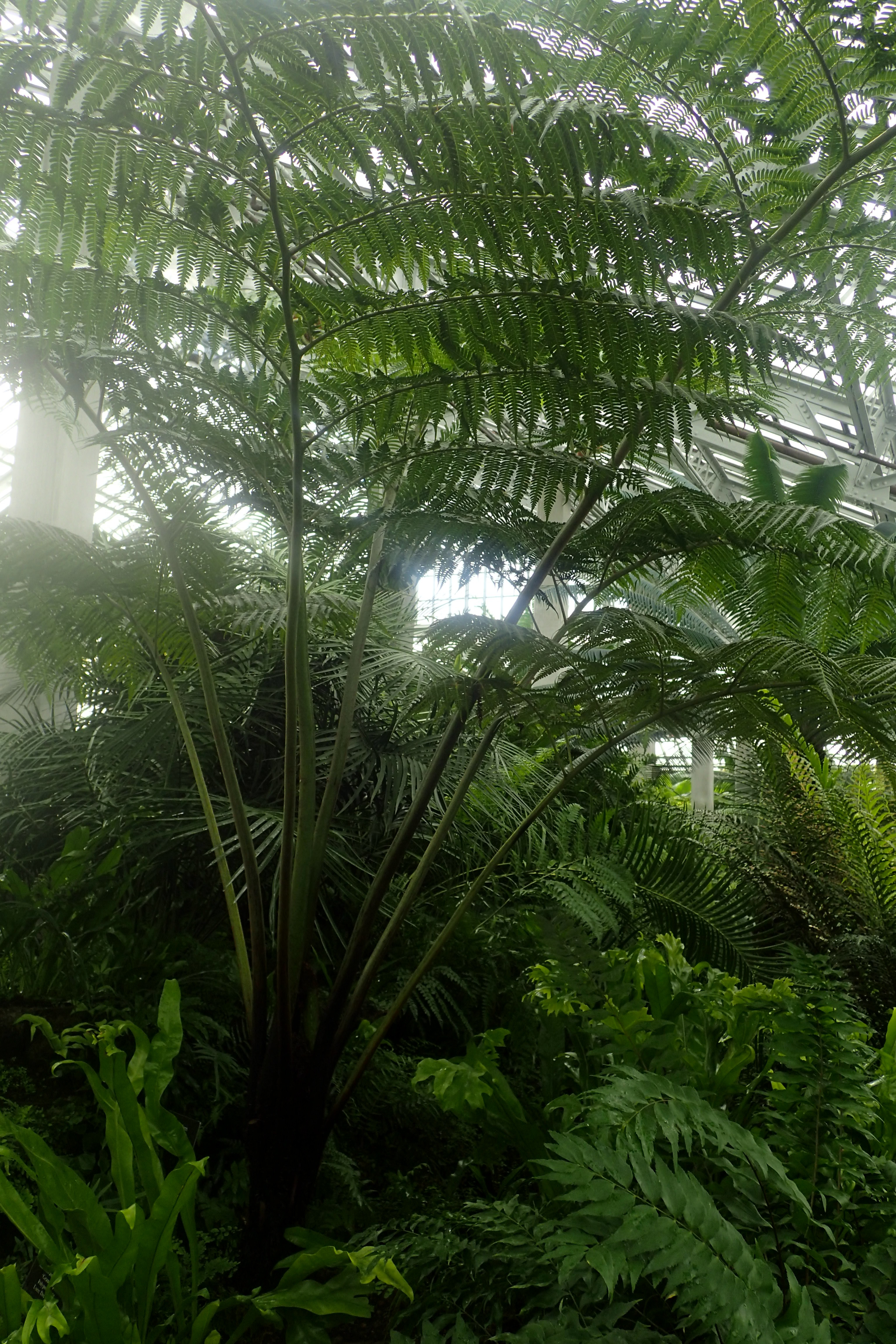
Habitus von Cyathea robusta

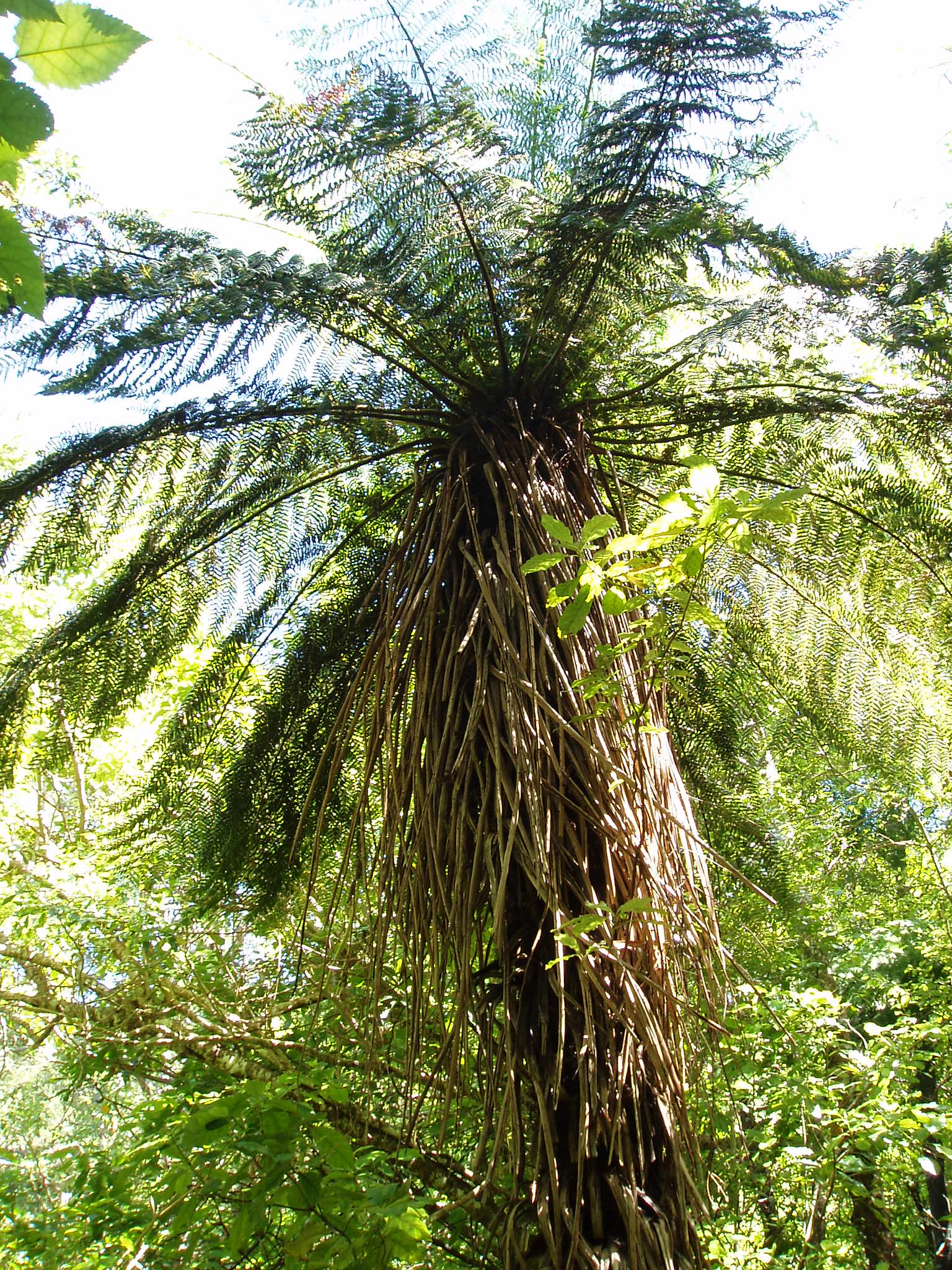
Habitus von Cyathea smithii

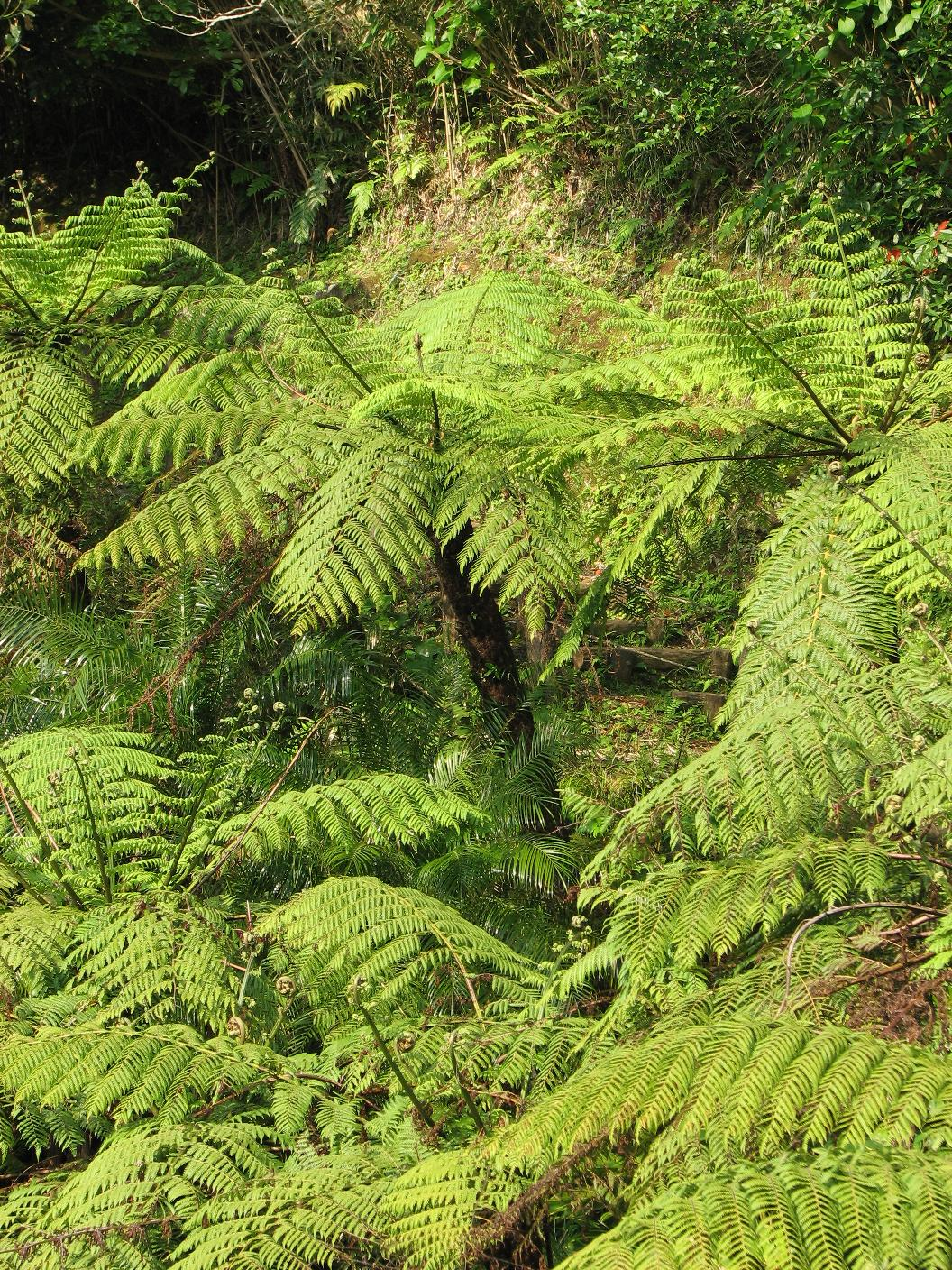
Habitus von Cyathea spinulosa

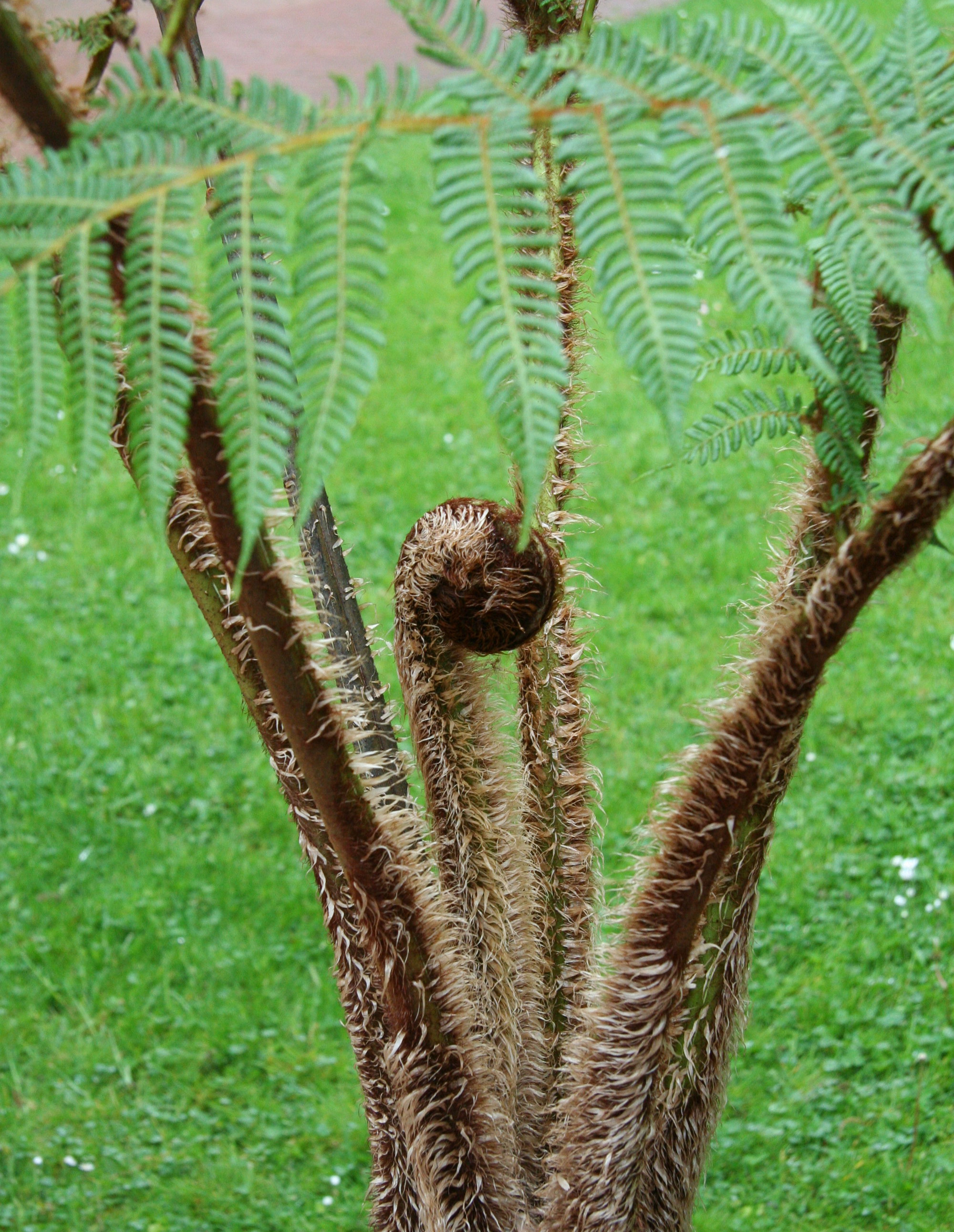
Junges Blatt vor dem Entrollen und Blattstiele von Cyathea tomentosissima

In der Gattung Cyathea s. l. gibt es 250 bis 500 oder bis zu 600 Arten:
- Cyathea abrapatriciana Lehnert & A.Tejedor: Sie wurde 2016 aus Peru erstbeschrieben.[5]
- Cyathea abreviata I.Fern.: Sie kommt in Brasilien vor.[5]
- Cyathea acutidens (Christ) Domin: Sie kommt in Zentralamerika und Kolumbien vor.[5]
- Cyathea aemula Lehnert: Sie wurde 2009 erstbeschrieben und kommt in Kolumbien sowie Ecuador vor.[5]
- Cyathea akawaiorum P.J.Edwards: Sie kommt in den Guyanas vor.[5]
- Cyathea alatissima (Stolze) Lehnert: Sie kommt in Peru vor.[5]
- Cyathea albomarginata R.C.Moran: Sie kommt in Zentralamerika vor.[5]
- Cyathea alsophiloides S.Maciel & Lehnert: Sie wurde 2017 aus Venezuela erstbeschrieben.[5]
- Cyathea alstonii R.M.Tryon: Sie kommt in Kolumbien vor.[5]
- Cyathea amabilis (C.V.Morton) Lehnert: Sie kommt in Venezuela vor.[5]
- Cyathea amazonica R.C.Moran: Sie wurde 1995 aus Ecuador erstbeschrieben.[5][5]
- Cyathea andicola Domin: Sie kommt in Ecuador vor.[5]
- Cyathea andina (H.Karst.) Domin: Sie ist von Zentralamerika und Karibischen Inseln bis Venezuela, den Guyanas, Kolumbien bis Brasilien, Bolivien, Ecuador sowie Peru verbreitet.[5]
- Cyathea angelica A.Tejedor & G.Calat.: Sie wurde 2017 aus Peru erstbeschrieben.[5]
- Cyathea antioquensis A.Rojas: Sie wurde 2016 aus Kolumbien erstbeschrieben.[5]
- Cyathea aquilina (Christ) Domin: Sie kommt auf Karibischen Inseln vor.[5]
- Cyathea araneosa Maxon: Sie kommt auf Karibischen Inseln vor.[5]
- Westindischer Baumfarn (Cyathea arborea (L.) Sm.)[9]: Er kommt auf Karibischen Inseln, in Venezuela sowie im nördlichen Kolumbien vor.[5]
- Cyathea aristata Domin: Sie kommt in Mexiko und Kolumbien vor.[5]
- Cyathea armata (Sw.) Domin: Sie kommt auf Karibischen Inseln und in Kolumbien vor.[5]
- Cyathea arnecornelii Lehnert: Sie wurde 2003 erstbeschrieben und kommt in Peru sowie Bolivien vor.[5]
- Cyathea ars Lehnert: Sie wurde 2009 aus Ecuador erstbeschrieben.[5]
- Cyathea aspera (L.) Sw.: Sie kommt auf Karibischen Inseln vor.[5]
- Cyathea asperula Maxon: Sie kommt auf Karibischen Inseln vor.[5]
- Cyathea asplenioides (A.C.Sm.) Christenh.: Sie kommt in Venezuela und in den Guyanas vor[5]
- Cyathea assurgens R.M.Tryon: Sie kommt in Kolumbien und Ecuador vor.[5]
- Cyathea atahuallpa (R.M.Tryon) Lellinger: Sie kommt in Ecuador und Peru vor.[5]
- Cyathea aterrima (Hook.) Domin: Sie kommt in Venezuela, Kolumbien, Ecuador sowie Peru vor.[5]
- Cyathea atrocastanea Labiak & F.B.Matos: Sie wurde 2009 aus Brasilien erstbeschrieben.[5]
- Cyathea atrovirens (Langsd. & Fisch.) Domin: Sie kommt von Kolumbien und Brasilien bis zum südlichen Südamerika vor.[5]
- Rauer Becherfarn, Rauer Baumfarn, Australischer Baumfarn[10] (Cyathea australis (R.Br.) Domin, Syn.: Alsophila australis R.Br.): Er kommt in den australischen Bundesstaaten Queensland, New South Wales, Victoria sowie Tasmanien[8] und auf den Norfolkinseln vor. Er wird als Zierpflanze verwendet.[10]
- Cyathea austropallescens Lehnert: Sie wurde 2008 erstbeschrieben und kommt in Bolivien sowie Peru vor.[5]
- Cyathea barringtonii A.R.Sm. ex Lellinger: Sie wurde 1987 aus Venezuela erstbeschrieben.[5]
- Cyathea ×bernardii Proctor: Diese Naturhybride aus Cyathea arborea × Cyathea armata kommt auf den Großen Antillen vor.[5]
- Cyathea bettinae Lehnert: Sie wurde 2004 aus Bolivien erstbeschrieben.[5]
- Cyathea bicrenata Liebm.: Sie ist von Mexiko über Zentralamerika bis Kolumbien verbreitet.[5]
- Cyathea bipinnata (R.M.Tryon) R.C.Moran: Sie kommt in Ecuador vor.[5]
- Cyathea bipinnatifida (Baker) Domin (Syn.: Cyathea pubens Domin): Sie ist von Karibischen Inseln über Venezuela, den Guyanas, Kolumbien, Brasilien, Bolivien bis Ecuador sowie Peru verbreitet.[5]
- Cyathea borinquena (Maxon) Domin: Sie kommt auf Karibischen Inseln vor.[5]
- Cyathea bradei (P.G.Windisch) Lellinger: Sie kommt in Kolumbien, Ecuador sowie Peru vor.[5]
- Cyathea brevipinna Baker ex Benth.: Dieser Endemit kommt nur auf Lord Howe Island vor.[8]
- Cyathea brevistipes R.C.Moran: Sie kommt in Ecuador vor.[5]
- Cyathea brittoniana Maxon: Sie kommt auf Karibischen Inseln vor.[5]
- Norfolk-Baumfarn (Cyathea brownii Domin)[9]: Dieser Endemit kommt nur auf den Norfolk-Insel vor.
- Cyathea brucei Lehnert: Sie wurde 2006 aus Ecuador erstbeschrieben.[5]
- Cyathea brunei Christ: Sie kommt in Zentralamerika sowie Kolumbien vor.[5]
- Cyathea brunnescens (Barrington) R.C.Moran: Sie kommt in Zentralamerika, Kolumbien sowie Ecuador vor.[5]
- Cyathea calamitatis Lehnert: Sie wurde 2016 erstbeschrieben und kommt in Ecuador sowie Peru vor.[5]
- Cyathea calolepis (Hook.) Domin: Sie kommt auf Karibischen Inseln vor.[5]
- Kap-Becherfarn (Cyathea capensis (L. f.) Sm., Syn.: Alsophila capensis (L. f.) J.Sm.): Es gibt zwei Unterarten:
  - Cyathea capensis (L. f.) Sm. capensis: Sie kommt von Malawi, Mosambik, südliches Tansania und Simbabwe bis Eswatini sowie Südafrika vor.
  - Cyathea capensis subsp. polypodioides (Sw.) D.S.Conant: Sie kommt in Brasilien vor.
- Cyathea caracasana (Klotzsch) Domin: Sie ist in von Zentralamerika und auf Karibischen Inseln bis Venezuela, Kolumbien sowie Ecuador verbreitet.[5]
- Cyathea carolihenrici Lehnert: Sie wurde 2017 erstbeschrieben und kommt in Bolivien sowie Peru vor.[5]
- Cyathea catacampta Alston: Sie kommt in Kolumbien, Bolivien sowie Peru vor.[5]
- Cyathea cervantesiana A.Rojas: Sie wurde 2007 erstbeschrieben und kommt in Zentralamerika vor.[5]
- Cyathea chimaera Lehnert & A.Tejedor: Sie wurde 2016 aus Ecuador erstbeschrieben.[5]
- Cyathea chimborazensis (Hook.) Hieron.: Sie kommt in Kolumbien vor.[5]
- Cyathea chiricana (Maxon) Domin: Sie kommt in Zentralamerika vor.[5]
- Cyathea chocoensis (Stolze) Lehnert: Sie kommt in Kolumbien vor.[5]
- Cyathea chontilla Lehnert: Sie wurde 2011 aus Peru erstbeschrieben.[5]
- Cyathea choricarpa (Maxon) Domin: Sie kommt in Zentralamerika, Kolumbien sowie Ecuador vor.[5]
- Cyathea cnemidaria Lehnert: Sie wurde 2012 aus Kolumbien erstbeschrieben.[5]
- Cyathea cocleana (Stolze) Lehnert: Sie kommt in Zentralamerika und auf Karibischen Inseln vor.[5]
- Cyathea colensoi (Hook. f.) Domin: Sie kommt auf der Nord- sowie Südinsel Neuseelands und auf Stewart Island vor.[2]
- Cyathea concordia B.León & R.C.Moran: Sie wurde 1996 erstbeschrieben und kommt in Ecuador sowie Peru vor.[5]
- Cyathea confinis C.Chr.: Sie kommt auf Karibischen Inseln vor.[5]
- Cyathea conformis (R.M.Tryon) Stolze: Sie kommt in Zentralamerika und in Kolumbien vor.[5]
- Cyathea conjugata (Spruce ex Hook.) Domin: Sie kommt in Venezuela, Kolumbien, Ecuador, Bolivien und Peru vor.[5]
- Cyathea conquisita Jenman: Sie kommt auf Karibischen Inseln vor.[5]
- Cyathea consimilis (Stolze) Lehnert: Sie kommt auf Karibischen Inseln und in Venezuela vor.[5]
- Cyathea convergens Lehnert: Sie wurde 2014 aus Venezuela erstbeschrieben.[5]
- Schuppen-Becherfarn, Schuppen-Baumfarn, Stroh-Baumfarn, Australischer Baumfarn[10] (Cyathea cooperi (F.Muell.) Domin): Er kommt ursprünglich in den australischen Bundesstaaten New South Wales, Queensland und Western Australia vor.[8] Er ist beispielsweise auf den Azoren und in Hawaii ein Neophyt. Datenblatt Cyathea cooperi bei Invasive Species Compendium. Er wird als Zierpflanze verwendet.[10]
- Cyathea corallifera Sodiro: Sie kommt in Kolumbien und Ecuador vor.[5]
- Cyathea corcovadensis (Raddi) Domin: Sie kommt in Brasilien vor.[5]
- Cyathea costaricensis (Mett. ex Kuhn) Domin: Sie kommt von Mexiko bis Zentralamerika vor.[5]
- Cyathea crenata (Sodiro) Christ: Sie kommt in Peru vor.[5]
- Cyathea crinita Copel.: Sie kommt in Sri Lanka und in den indischen Western Ghats vor.
- Cyathea cruciata (Desv.) Lehnert: Sie kommt in den Guyanas vor.[5]
- Cyathea ctenitoides (Lellinger) Christenh.: Sie kommt in Venezuela und Brasilien vor.[5]
- Cyathea cunninghamii Hook. f.: Sie kommt in Tasmanien und Neuseeland[2] vor.
- Cyathea cyatheoides (Desv.) K.U.Kramer: Sie kommt in Kolumbien, Venezuela, den Guyanas und in Brasilien vor.[5]
- Cyathea cyclodium (R.M.Tryon) Lellinger: Sie kommt in Venezuela vor.[5]
- Cyathea cylindrica S.Maciel & Lehnert: Sie wurde 2017 erstbeschrieben und kommt in Venezuela sowie Brasilien vor.[5]
- Cyathea cystolepis Sodiro: Sie kommt in Kolumbien und Peru vor.[5]
- Cyathea darienensis R.C.Moran: Sie wurde 1991 erstbeschrieben und kommt in Zentralamerika sowie Kolumbien vor.[5]
- Silber-Baumfarn, auch Silber-Becherfarn oder Ponga genannt[10] (Cyathea dealbata G.Forst., Syn.: Alsophila tricolor (Colenso) R.M.Tryon): Er kommt auf der Nord- sowie Südinsel Neuseelands und auf den Three Kings Islands sowie Chathaminseln vor.[2] Er wird als Zierpflanze verwendet und ist bei Windschutz etwas winterhart.[10]
- Cyathea decomposita (H.Karst.) Domin: Sie kommt in Kolumbien und Venezuela vor.[5]
- Cyathea decorata (Maxon) R.M.Tryon: Sie kommt in Kolumbien vor.[5]
- Cyathea decurrentiloba Domin: Sie kommt von Mexiko bis Zentralamerika vor.[5]
- Cyathea dejecta (Baker) Christenh.: Sie kommt in Venezuela und in den Guyanas vor.[5]
- Cyathea delgadoi Pohl ex Sternb.: Sie ist von Zentralamerika über den nördlichen bis zum südlichen Teil Südamerikas weitverbreitet.[5]
- Cyathea demissa (C.V.Morton) A.R.Sm. ex Lellinger: Sie kommt in Venezuela vor.[5]
- Cyathea diabolica Lehnert: Sie wurde 2016 aus Ecuador erstbeschrieben.[5]
- Cyathea dichromatolepis (Fée) Domin: Sie kommt in Brasilien vor.[5]
- Cyathea dintelmanii Lehnert: Sie wurde 2006 erstbeschrieben und kommt in Bolivien sowie Peru vor.[5]
- Cyathea dissimilis (C.V.Morton) Stolze: Sie kommt in Venezuela und in den Guyanas vor.[5]
- Cyathea dissoluta Baker ex Jenman: Sie kommt auf Karibischen Inseln und in Kolumbien vor.[5]
- Cyathea divergens Kunze: Sie ist von Mexiko über Zentralamerika bis Kolumbien, Venezuela, den Guyanas, Ecuador sowie Peru verbreitet.[5]
- Cyathea dombeyi (Desv.) Lellinger: Sie kommt in Bolivien sowie Peru vor.[5]
- Cyathea domingensis Brause: Sie kommt auf Karibischen Inseln vor.[5]
- Cyathea dregei Kuntze: Sie kommt in Simbabwe sowie Südafrika vor. Sie wird als Zierpflanze verwendet.[10]
- Cyathea dudleyi R.M.Tryon: Sie kommt in Ecuador sowie Peru vor.[5]
- Cyathea ebenina H.Karst.: Sie kommt in Venezuela, Kolumbien, Ecuador und Peru vor.[5]
- Cyathea estevesorum A.Tejedor & G.Calat.: Sie wurde 2017 aus Peru erstbeschrieben.[5]
- Cyathea ewanii Alston: Sie kommt in Kolumbien, Ecuador und Peru vor.[5]
- Cyathea falcata (Kuhn) Domin: Sie kommt in Zentralamerika und in Kolumbien vor.[5]
- Cyathea feeana (C.Chr.) Domin: Sie kommt in Brasilien vor.[5]
- Cyathea frigida (H.Karst.) Domin: Sie kommt in Venezuela, Kolumbien, Ecuador und Peru vor.[5]
- Cyathea frondosa H.Karst.: Sie kommt in Kolumbien, Ecuador und Peru vor.[5]
- Cyathea fulva (M.Martens & Galeotti) Fée: Sie ist von Mexiko über Zentralamerika bis Kolumbien, Venezuela sowie Ecuador verbreitet.[5]
- Cyathea furfuracea Baker: Sie kommt auf Karibischen Inseln vor.[5]
- Cyathea gardneri Hook.: Sie kommt in Brasilien vor.[5]
- Cyathea gibbosa (Klotzsch) Domin: Sie kommt auf Karibischen Inseln und in Venezuela sowie in den Guyanas vor.[5]
- Cyathea glandulifera Lehnert: Sie wurde 2012 aus Zentralamerika erstbeschrieben.[5]
- Cyathea glaziovii (Fée) Domin: Sie kommt in Brasilien vor.[5]
- Cyathea godmanii (Hook.) Domin: Sie kommt in Mexiko vor.[5]
- Cyathea gracilis Griseb.: Sie ist auf Karibischen Inseln, in Zentralamerika und in Kolumbien, Brasilien, Ecuador sowie Peru verbreitet.[5]
- Cyathea grandifolia Willd.: Sie kommt auf Karibischen Inseln und in Venezuela vor.[5]
- Cyathea grayumii A.Rojas: Sie wurde 2001 aus Zentralamerika erstbeschrieben.[5]
- Cyathea guentheriana Lehnert: Sie wurde 2009 aus Ecuador erstbeschrieben.[5]
- Cyathea halonata R.C.Moran & B.Øllg.: Sie wurde 1999 aus Ecuador erstbeschrieben.[5]
- Cyathea harrisii Underw. ex Maxon: Sie kommt auf Karibischen Inseln vor.[5]
- Cyathea haughtii (Maxon) R.M.Tryon: Sie kommt in Kolumbien und Ecuador vor.[5]
- Cyathea heliophila R.M.Tryon: Sie kommt in Kolumbien, Ecuador und Peru vor.[5]
- Cyathea hemiepiphytica R.C.Moran: Sie kommt in Kolumbien und Ecuador vor.[5]
- Cyathea herzogii Rosenst.: Sie kommt in Bolivien sowie Peru vor.[5]
- Cyathea hierbabuena A.Tejedor & G.Calat.: Sie wurde 2017 aus Peru erstbeschrieben.[5]
- Cyathea hirsuta C.Presl: Sie kommt auf Karibischen Inseln und in Brasilien vor.[5]
- Cyathea hodgeana Proctor: Sie kommt auf Karibischen Inseln vor.[5]
- Cyathea holdridgeana Nisman & L.D.Gómez: Sie kommt in Zentralamerika vor.[5]
- Cyathea horrida (L.) Sm.: Sie ist von Zentralamerika und Karibischen Inseln bis Venezuela, Kolumbien, Ecuador sowie Peru verbreitet.[5]
- Cyathea ×hybrida A.Rojas: Diese Naturhybride aus Cyathea alfonsoana L.D.Gómez × Cyathea notabilis Domin kommt in Zentralamerika vor.[5]
- Cyathea howeana Domin: Dieser Endemit kommt nur auf Lord Howe Island vor.[8]
- Cyathea hymenophylloides (L.D.Gómez) Christenh.: Sie kommt in Venezuela sowie Brasilien vor.[5]
- Cyathea impar R.M.Tryon: Sie kommt in Zentralamerika vor.[5]
- Cyathea incognita (Lellinger) Christenh.: Sie kommt in Venezuela vor.[5]
- Cyathea infesta (Kunze) Domin: Sie kommt in den Guyanas vor.[5]
- Cyathea intramarginalis (P.G.Windisch) Lellinger: Sie kommt in Venezuela vor.[5]
- Cyathea irregularis Brause: Sie kommt auf Karibischen Inseln vor.[5]
- Cyathea jamaicensis Jenman: Sie kommt auf Karibischen Inseln vor.[5]
- Cyathea kalbreyeri (Baker) Domin: Sie kommt in Venezuela, Kolumbien, Bolivien, Ecuador und Peru vor.[5]
- Cyathea karsteniana (Klotzsch) Domin: Sie kommt in Venezuela sowie Ecuador vor.[5]
- Cyathea kermadecensis W.R.B.Oliv.: Sie wurde 2015 erstbeschrieben. Dieser Endemit kommt nur auf der neuseeländischen Insel Raoul Island vor.[2]
- Cyathea lasiosora (Mett. ex Kuhn) Domin: Sie ist in Kolumbien, Bolivien, Venezuela, in den Guyanas, Brasilien, Ecuador sowie Peru verbreitet.[5]
- Cyathea latevagans (Baker) Domin: Sie kommt in Kolumbien, Ecuador und Peru vor.[5]
- Cyathea lechleri Mett.: Sie kommt in Venezuela, Kolumbien, Bolivien, Ecuador und Peru vor.[5]
- Cyathea lehnertii A.Tejedor & G.Calat.: Sie wurde 2017 aus Peru erstbeschrieben.[5]
- Cyathea leichhardtiana (F.Muell.) Copel. Sie kommt in den australischen Bundesstaaten New South Wales, Victoria und Queensland vor.[8]
- Cyathea lellingeriana S.Maciel & Lehnert: Sie wurde 2017 aus Brasilien erstbeschrieben.[5]
- Cyathea leoniae M.E.Acuña & A.Huamán: Sie wurde 2018 aus Peru erstbeschrieben.[5]
- Cyathea leucofolis Domin: Sie kommt in Brasilien vor.[5]
- Cyathea leucolepismata Alston: Sie kommt in Kolumbien, Bolivien sowie Peru vor.[5]
- Cyathea ×lewisii (C.V.Morton & Proctor) Proctor: Sie kommt auf Karibischen Inseln vor.[5]
- Cyathea liesneri A.R.Sm.: Sie wurde 1990 aus Venezuela erstbeschrieben.[5]
- Cyathea lindeniana C.Presl: Sie kommt in Kolumbien, Ecuador sowie Peru vor.[5]
- Cyathea lindigii (Baker) Domin: Sie kommt in Kolumbien, Bolivien und Peru vor.[5]
- Cyathea lockwoodiana (P.G.Windisch) Lellinger: Sie kommt in Zentralamerika, Venezuela, Kolumbien sowie Peru vor.[5]
- Cyathea longipetiolulata A.Rojas & A.Tejedor: Sie wurde 2016 aus Kolumbien erstbeschrieben.[5]
- Cyathea macarthurii (F.Muell.) Baker: Dieser Endemit kommt nur auf Lord Howe Island vor; es ist die häufigste Cyathea-Art auf dieser Insel.[8]
- Cyathea macrocarpa (C.Presl) Domin: Sie kommt in Kolumbien, Venezuela, in den Guyanas und in Brasilien vor.[5]
- Cyathea macrosora (Baker ex Thurn) Domin: Sie kommt in Kolumbien, Venezuela, den Guyanas, Brasilien sowie Peru vor.[5]
- Cyathea margarita Lehnert: Sie wurde 2016 erstbeschrieben und kommt in Kolumbien sowie Ecuador vor.[5]
- Cyathea marginalis (Klotzsch) Domin: Sie kommt in Venezuela, in den Guyanas und in Brasilien vor.[5]
- Schwarzer Becherfarn[10] oder Mamaku-Baumfarn (Cyathea medullaris (G.Forst.) Sw., Cyathea polyneuron Colenso): Er kommt in Neuseeland und auf Pazifischen Inseln (auf Fidschi, Samoa, Tahiti, den Marquesas, Austral Islands sowie Pitcairn Island) vor.[2] Er wird als Zierpflanze verwendet.[10]
- Cyathea meridensis H.Karst.: Sie kommt in Peru vor.[5]
- Cyathea mettenii H.Karst.: Sie kommt in Kolumbien vor.[5]
- Cyathea microdonta (Desv.) Domin: Sie ist in der Neotropis weit verbreitet.[5]
- Cyathea microphylla Mett.: Sie kommt in Peru vor.[5]
- Cyathea microphyllodes Domin: Sie kommt in Kolumbien vor.[5]
- Cyathea milnei Hook. ex Hook. f.: Dieser Endemit kommt nur auf der neuseeländischen Insel Raoul Island vor.[2]
- Cyathea minuta J.Murillo & M.T.Murillo: Sie wurde 2003 aus Kolumbien erstbeschrieben.[5]
- Cyathea monstrabila Jenman: Sie kommt auf Karibischen Inseln vor.[5]
- Cyathea monteagudoi A.Tejedor & G.Calat.: Sie wurde 2017 aus Peru erstbeschrieben.[5]
- Cyathea moranii Lehnert: Sie wurde 2006 aus Ecuador erstbeschrieben.[5]
- Cyathea mucilagina R.C.Moran: Sie ist von Zentralamerika bis Kolumbien, Ecuador, Bolivien sowie Peru verbreitet.[5]
- Cyathea multiflora Sm.: Sie ist von Zentralamerika bis Venezuela, Kolumbien, den Guyanas, Brasilien sowie Ecuador verbreitet.[5]
- Cyathea multisegmenta R.M.Tryon: Sie kommt in Peru vor.[5]
- Cyathea muricata Willd.: Sie kommt auf Karibischen Inseln vor.[5]
- Cyathea mutica (Christ) Domin: Sie kommt von Zentralamerika bis Venezuela sowie Kolumbien vor.[5]
- Cyathea myosuroides (Liebm.) Domin: Sie kommt von Mexiko bis Zentralamerika und auf Karibischen Inseln vor.[5]
- Cyathea myriotricha (Baker) R.C.Moran & J.Prado: Sie kommt in Brasilien vor.[5]
- Cyathea nanna (Barrington) Lellinger: Sie kommt in den Guyanas vor.[5]
- Cyathea neblinae A.R.Sm.: Sie kommt in Venezuela sowie Brasilien vor.[5]
- Cyathea nephele Lehnert: Sie wurde 2011 aus Peru erstbeschrieben.[5]
- Cyathea nervosa (Maxon) Lehnert: Sie kommt in Ecuador sowie Peru vor.[5]
- Cyathea nesiotica (Maxon) Domin: Sie kommt in Zentralamerika vor.[5]
- Cyathea nigra Linden ex Fournet: Sie kommt in Brasilien vor.[5]
- Cyathea nigripes (C.Chr.) Domin: Sie kommt von Zentralamerika bis Kolumbien sowie Ecuador vor.[5]
- Cyathea nodulifera R.C.Moran: Sie kommt in Zentralamerika vor.[5]
- Cyathea notabilis Domin: Sie kommt in Zentralamerika vor.[5]
- Cyathea obnoxia Lehnert: Sie wurde 2006 aus erstbeschrieben und kommt in Kolumbien, Bolivien, Ecuador sowie Peru vor.[5]
- Cyathea oreopteroides Lehnert & A.Tejedor: Sie wurde 2016 aus Peru erstbeschrieben.[5]
- Cyathea palaciosii R.C.Moran: Sie kommt in Ecuador sowie Peru vor.[5]
- Cyathea pallescens (Sodiro) Domin: Sie kommt in Kolumbien sowie Ecuador vor.[5]
- Cyathea parianensis (P.G.Windisch) Lellinger: Sie kommt in Venezuela vor.[5]
- Cyathea parvifolia Sodiro: Sie kommt in Kolumbien, Ecuador und Peru vor.[5]
- Cyathea parvula (Jenman) Domin: Sie kommt auf Karibischen Inseln und in Kolumbien vor.[5]
- Cyathea patens hort. ex Houlston & Moore: Sie kommt in Kolumbien, Ecuador und Peru vor.[5]
- Cyathea pauciflora (Kuhn) Lellinger: Sie kommt in Venezuela sowie Kolumbien vor.[5]
- Cyathea peladensis (Hieron.) Domin: Sie kommt in Kolumbien, Ecuador und Peru vor.[5]
- Cyathea pendula Jenman: Sie kommt auf Karibischen Inseln vor.[5]
- Cyathea petiolata (Hook.) R.M.Tryon: Sie kommt in Kolumbien vor.[5]
- Cyathea phalaenolepis (C.Chr.) Domin: Sie kommt in Kolumbien sowie Ecuador vor.[5]
- Cyathea phalerata Mart.: Sie kommt in Bolivien und Brasilien vor.[5]
- Cyathea phegopteroides (Hook.) Domin: Sie kommt in Ecuador und Peru vor.[5]
- Cyathea pibyae A.Tejedor & G.Calat.: Sie wurde 2017 aus Peru erstbeschrieben.[5]
- Cyathea pilosissima (Baker) Domin: Sie ist von Zentralamerika bis Kolumbien, Brasilien, Ecuador sowie Peru verbreitet.[5]
- Cyathea pilozana M.T.Murillo & J.Murillo: Sie wurde 2003 aus Kolumbien erstbeschrieben.[5]
- Cyathea pinnula (Christ) Domin: Sie kommt von Zentralamerika bis Kolumbien vor.[5]
- Cyathea planadae N.C.Arens & A.R.Sm.: Sie wurde 1998 aus Kolumbien erstbeschrieben.[5]
- Cyathea platylepis (Hook.) Domin: Sie kommt in Kolumbien, Venezuela, den Guyanas sowie Brasilien vor.[5]
- Cyathea plicata Lehnert: Sie wurde 2006 erstbeschrieben und kommt in Ecuador sowie Peru vor.[5]
- Cyathea poeppigii (Hook.) Domin: Sie ist in der Neotropis weitverbreitet.[5]
- Cyathea polliculi Lehnert: Sie wurde 2011 aus Peru erstbeschrieben.[5]
- Cyathea povedae A.Rojas: Sie wurde 2005 erstbeschrieben und kommt in Zentralamerika vor.[5]
- Cyathea praeceps A.R.Sm.: Sie wurde 1990 aus Venezuela erstbeschrieben.[5]
- Cyathea praecincta (Kunze) Domin: Sie kommt in Kolumbien sowie Brasilien vor.[5]
- Cyathea praetermissa Lehnert: Sie wurde 2011 aus Peru erstbeschrieben.[5]
- Cyathea producta Maxon: Sie kommt auf Karibischen Inseln vor.[5]
- Cyathea pseudonanna (L.D.Gómez) Lellinger: Sie kommt von Zentralamerika vor.[5]
- Cyathea pubens Domin: Sie kommt in den Guyanas vor.[5]
- Cyathea punctata R.C.Moran & B.Øllg.: Sie wurde 1998 aus Ecuador erstbeschrieben.[5]
- Cyathea pungens (Willd.) Domin: Sie ist von Karibischen Inseln über Venezuela, Kolumbien, Ecuador bis Peru und den Guyanas sowie Brasilien verbreitet.[5]
- Cyathea purdiei Jenman: Sie kommt auf Karibischen Inseln vor.[5]
- Cyathea quitensis C.Chr.: Sie kommt in Kolumbien vor.[5]
- Cyathea recondita A.Tejedor & G.Calat.: Sie wurde 2017 aus Peru erstbeschrieben.[5]
- Cyathea retanae A.Rojas: Sie wurde 2008 erstbeschrieben und kommt in Zentralamerika vor.[5]
- Cyathea robusta (C.Moore) Holttum: Dieser Endemit kommt nur auf Lord Howe Island vor.[8]
- Cyathea rocioae A.Tejedor & G.Calat.: Sie wurde 2017 aus Peru erstbeschrieben.[5]
- Cyathea rojasiana Lehnert: Sie wurde 2011 erstbeschrieben und kommt in Zentralamerika vor.[5]
- Cyathea roraimensis (Domin) Domin: Sie kommt in Venezuela und in den Guyanas vor.[5]
- Cyathea rufa (Fée) Lellinger: Sie kommt in Brasilien vor.[5]
- Cyathea rufescens (Mett. ex Kuhn) Domin: Sie kommt in Peru vor.[5]
- Cyathea ruiziana Klotzsch: Sie kommt in Bolivien und Peru vor.[5]
- Cyathea ruttenbergiae A.Tejedor & F.Areces: Sie wurde 2018 erstbeschrieben und kommt auf Karibischen Inseln vor.[5]
- Cyathea schiedeana (C.Presl) Domin: Sie kommt von Mexiko über Zentralamerika bis Kolumbien vor.[5]
- Cyathea schlimii (Kuhn) Domin: Sie kommt in Venezuela und Kolumbien vor.[5]
- Cyathea senilis (Klotzsch) Domin: Sie kommt in Venezuela und Kolumbien vor.[5]
- Cyathea serpens (R.M.Tryon) Lehnert: Sie kommt in Peru vor.[5]
- Cyathea serra Willd.: Sie kommt auf Karibischen Inseln vor.[5]
- Cyathea ×sessilifolia (Jenman) Domin: Sie kommt auf Karibischen Inseln vor.[5]
- Cyathea sherringii (Jenman) Domin: Sie kommt auf Karibischen Inseln vor.[5]
- Cyathea simplex R.M.Tryon: Sie kommt in Venezuela vor.[5]
- Cyathea singularis (Stolze) Lehnert: Sie kommt in Kolumbien vor.[5]
- Cyathea sipapoensis (R.M.Tryon) Lellinger: Sie kommt in Venezuela und Brasilien vor.[5]
- Cyathea smithii Hook. f. (Syn.: Cyathea novae-zelandiae Domin): Sie kommt auf der Nord- sowie Südinsel Neuseelands, auf den Chatham Islands, Stewart Island sowie den Auckland Islands vor. Die Auckland Islands sind das südlichste Vorkommen aller Baumfarne (Cyatheales).[2]
- Cyathea speciosa Humb. & Bonpl. ex Willd.: Sie kommt in Venezuela und Kolumbien vor.[5]
- Cyathea spectabilis (Kunze) Domin: Sie ist in der Neotropis verbreitet.[5]
- Cyathea spinulosa Wall.: Sie kommt in Indien sowie Myanmar vor.
- Cyathea squamata (Klotzsch) Domin: Sie kommt in Venezuela und Kolumbien vor.[5]
- Cyathea squamipes H.Karst.: Sie kommt in Kolumbien, Bolivien und Peru vor.[5]
- Cyathea squamulosa (I.Losch) R.C.Moran: Sie kommt in Zentralamerika vor.[5]
- Cyathea ×stella-matutina Schwartsb. & Becari-Viana: Diese Hybride aus Cyathea microdonta (Desv.) Domin und Cyathea corcovadensis (Raddi) Domin wurde 2015 aus Brasilien erstbeschrieben.[5]
- Cyathea steyermarkii R.M.Tryon: Sie kommt in Venezuela und Brasilien vor.[5]
- Cyathea stolzeana (L.D.Gómez) Lehnert: Sie kommt in Zentralamerika vor.[5]
- Cyathea stolzei A.R.Sm. ex Lellinger: Sie kommt in Zentralamerika vor.[5]
- Cyathea straminea (A.Gepp) Alderw.: Sie kommt in Kolumbien, Ecuador, Bolivien und Peru vor.[5]
- Cyathea subincisa (Kunze) Domin: Sie kommt in Bolivien und Peru vor.[5]
- Cyathea sunduei Lehnert (Syn.: Cyathea incognita A.Rojas non (Lellinger) Christenh.): Dieser Name wurde 2017 veröffentlicht und ersetzt den 2016 ungültig veröffentlichten Namen. Sie kommt in Kolumbien vor.[5]
- Cyathea suprapilosa Lehnert: Sie wurde 2012 erstbeschrieben und kommt in Zentralamerika vor.[5]
- Cyathea suprastrigosa (Christ) Maxon: Sie kommt von Zentralamerika bis Kolumbien vor.[5]
- Cyathea surinamensis (Miq.) Domin: Sie ist von Karibischen Inseln über Venezuela, Bolivien bis zu den Guyanas und Brasilien verbreitet.[5]
- Cyathea sylvatica Lehnert: Sie wurde 2006 aus Ecuador erstbeschrieben.[5]
- Cyathea tenera (Hook.) T.Moore: Sie kommt von Karibischen Inseln bis Venezuela vor.[5]
- Cyathea tenuis Brause: Sie kommt auf Karibischen Inseln vor.[5]
- Cyathea tepuiana Christenh.: Sie wurde 2009 aus Venezuela erstbeschrieben.[5]
- Cyathea thelypteroides A.R.Sm.: Sie wurde 2006 aus Peru erstbeschrieben.[5]
- Cyathea thysanolepis (Barrington) A.R.Sm.: Sie kommt in Venezuela und Brasilien vor.[5]
- Cyathea tortuosa R.C.Moran: Sie kommt in Kolumbien, Ecuador sowie Peru vor.[5]
- Cyathea traillii (Baker) Domin: Sie kommt in Kolumbien, Peru sowie den Guyanas vor.[5]
- Cyathea trichiata (Maxon) Domin: Sie kommt in Venezuela und Ecuador vor.[5]
- Cyathea trichomanoides Christenh.: Sie wurde 2009 aus Venezuela erstbeschrieben.[5]
- Cyathea tryonorum (Riba) Lellinger: Sie kommt in Kolumbien, Ecuador sowie Venezuela vor.[5]
- Cyathea tungurahuae Sodiro: Sie kommt in Kolumbien sowie Peru vor.[5]
- Cyathea uleana (Samp.) Lehnert: Sie kommt in Kolumbien, Bolivien, Ecuador, Brasilien sowie Peru vor.[5]
- Cyathea ulei (Christ) Domin: Sie kommt in Venezuela, Ecuador, Kolumbien sowie Peru vor.[5]
- Cyathea universitatis (Vareschi) Christenh.: Sie kommt in Venezuela vor.[5]
- Cyathea ursina (Maxon) Lellinger: Sie kommt in Zentralamerika vor.[5]
- Cyathea valdecrenata Domin: Sie kommt in Zentralamerika vor.[5]
- Cyathea valliciergoana A.Tejedor & G.Calat.: Sie wurde 2017 aus Peru erstbeschrieben.[5]
- Cyathea varians (R.C.Moran) Lehnert: Sie kommt in Zentralamerika vor.[5]
- Cyathea vaupensis (P.G.Windisch) Lehnert: Sie kommt in Kolumbien vor.[5]
- Cyathea venezuelensis A.R.Sm. ex Lellinger: Sie wurde 1987 aus Venezuela erstbeschrieben.[5]
- Cyathea vilhelmii Domin: Sie kommt in Kolumbien, Bolivien sowie Peru vor.[5]
- Cyathea villosa Humb. & Bonpl. ex Willd.: Sie ist in der Neotropis verbreitet.[5]
- Cyathea weatherbyana (C.V.Morton) C.V.Morton: Sie kommt in Ecuador vor.[5]
- Cyathea wendlandii (Mett. ex Kuhn) Domin: Sie kommt in Zentralamerika vor.[5]
- Cyathea werffii R.C.Moran: Sie kommt in Kolumbien, Ecuador sowie Peru vor.[5]
- Cyathea williamsii (Maxon) Domin: Sie kommt von Zentralamerika bis Kolumbien und Venezuela vor.[5]
- Cyathea windischiana A.R.Sm.: Sie wurde 2006 aus Peru erstbeschrieben.[5]
- Cyathea xenoxyla Lehnert: Sie wurde 2003 erstbeschrieben und kommt Kolumbien, Ecuador, Bolivien und Peru vor.[5]
- Cyathea xerica A.Tejedor & G.Calat.: Sie wurde 2017 aus Peru erstbeschrieben.[5]
- Cyathea yambrasensis A.Tejedor & G.Calat.: Sie wurde 2017 aus Peru erstbeschrieben.[5]
- Cyathea zongoensis Lehnert: Sie wurde 2003 aus Bolivien erstbeschrieben.[5]

## Nutzung
Einige Arten (beispielsweise Cyathea australis, Cyathea brownii, Cyathea cooperi, Cyathea dealbata, Cyathea dregei, Cyathea medullaris) werden in Parks und Gärten als Zierpflanzen verwendet. Die meisten Arten vertragen keinen Frost (nur Cyathea dealbata verträgt bei Windschutz etwas Frost).

## Belege

## Weiterführende Literatur
- Fulgent P. Coritico, Victor B. Amoroso, Marcus Lehnert: New records, names and combinations of scaly tree ferns (Cyatheaceae) in eastern Malesia. In: Blumea, Volume 62, Issue 2, 2017, S. 92–96. doi:10.3767/blumea.2017.62.02.03
- Marcus Lehnert, Adrian Tejedor: Three new scaly tree fern species (Cyathea-Cyatheaceae) from the Amotape-Huancabamba Zone and their biogeographic context. In: American Fern Journal, Volume 106, Issue 3, Oktober 2016. doi:10.1640/AFJ-D-16-00002.1
- Marcus Lehnert: A synopsis of the exindusiate species of Cyathea (Cyatheaceae-Polypodiopsida) with bipinnate-pinnatifid or more complex fronds, with a revision of the C. lasiosora complex. In: Phytotaxa, Volume 243, Issue 1, 2016, S. 1–53. doi:10.11646/phytotaxa.243.1.1
- Marcus Lehnert, A. Weigand: A synopsis of the Neotropical species of the genus Cyathea (Cyatheaceae-Polypodiopsida) with bipinnate fronds. In: Brittonia, 2016  doi:10.1007/s12228-016-9445-1
- A. Weigand, Marcus Lehnert: The scaly tree ferns (Cyatheaceae) of Brazil. In: Acta Botanica Brasilica, Volume 30, Issue 3, 2016, 15 Seiten. doi:10.1590/0102-33062016abb0065
- Santiago Ramírez-Barahona, Josué Barrera-Redondo, Luis E. Eguiarte: Rates of ecological divergence and body size evolution are correlated with species diversification in scaly tree ferns. In: Proceedings of the Royal Society B: Biological Sciences, Volume 283, 2016. doi:10.1098/rspb.2016.1098
- Marcus Lehnert: Correction to Phytotaxa 61: A synopsis of the species of Cyathea (Cyatheaceae-Polypodiopsida) with pinnate to pinnate-pinnatifid fronds. In: Phytotaxa, Volume 130, 2013, S. 60.
- Petra Korall, Kathleen M. Pryer: Global biogeography of scaly tree ferns (Cyatheaceae): evidence for Gondwanan vicariance and limited transoceanic dispersal. In: Journal of Biogeography, Volume 41, Issue 2, 2014, S. 402–413. doi:10.1111/jbi.12222
- Maarten J. M. Christenhusz, Xian-Chun Zhang, Harald Schneider: A linear sequence of extant families and genera of lycophytes and ferns. In: Phytotaxa, Volume 19, 2011, S. 12. online doi:10.11646/phytotaxa.19.1.2
- Maarten J. M. Christenhusz: New combinations and an overview of Cyathea subg. Hymenophyllopsis (Cyatheaceae). In: Phytotaxa, Volume 1, 2009, S. 37–42.
- Marcus Lehnert: A synopsis of the species of Cyathea (Cyatheaceae-Polypodiopsida) with pinnate to pinnate-pinnatifid frond. In: Phytotaxa, Volume 61, 2012. doi:10.11646/phytotaxa.61.1.2
- Marcus Lehnert: Three new species of scaly tree ferns (Cyathea-Cyatheaceae) from the northern Andes. In: Phytotaxa, Volume 2, 2009, S. 43–56.
- Marcus Lehnert: New species and records of tree ferns (Cyatheaceae, Pteridophyta) in the northern Andes. In: Organisms, Diversity & Evolution, Volume 6, S. 321–322, electronic supplement 13, 2006, S. 1–11.
- Gustav Kunze (1793–1851): Die Farrnkräuter in kolorirten Abbildungen naturgetreu Erläutert und Beschrieben, 1840. eingescannt.

- Karte mit allen verlinkten Seiten:
- OSM |
- WikiMap